# Мексиканская революция
Мексиканская революция 1910—1920 годов (иногда датой окончания считается 1917 год) — период в истории Мексики, во время которого в стране шла гражданская война. Началась как восстание против диктатуры Порфирио Диаса и окончилась принятием новой конституции. Потери среди населения за период гражданской войны, по разным источникам, составляют от 500 тысяч до 2 млн человек, при этом население страны на 1910 год составляло 15 млн человек.
Исследователями выделяется четыре этапа революции. Первым этапом (ноябрь 1910 — май 1911) является свержение диктатуры Порфирио Диаса. Либеральные помещики и предприниматели, рабочие и крестьяне выступали единым фронтом под политическим руководством либерально-демократических лидеров. На протяжении второго этапа революции (май 1911 — февраль 1913) у власти находились либеральные демократы, но отсутствие единства среди революционных сил привело к контрреволюционному перевороту. Третий этап (февраль 1913 — июль 1914) — это восстановление конституционного режима. Революционеры вновь выступили единым фронтом, при этом возросла роль крестьянских масс.
Гражданская война между революционным крестьянством и умеренными либералами (июль 1914 — февраль 1917) стала последним, четвёртым этапом революции. Победу одержало умеренное крыло революционеров, но широкие народные массы сыграли в революции решающую роль, повлияв на последующее развитие страны.

## Предыстория
В 1876 году к власти в Мексике пришёл генерал Порфирио Диас, установивший диктатуру на три с половиной десятилетия. Диас продолжил курс своих предшественников Бенито Хуареса и Себастьяна Лердо де Техады, направленный на модернизацию и привлечение иностранных инвестиций, однако считал, что для этих целей необходимо обеспечить в стране политическую стабильность. Для этого он добился соглашения с крупнейшими фракциями либералов и консерваторов, ослабил действие антиклерикальных реформ, тем самым получив поддержку духовенства, и подчинил себе высшие слои армии и местных каудильо. В период правления Диаса произошёл подъём мексиканской экономики: строились железные дороги и телеграфные линии, создавались новые предприятия, увеличился приток иностранных инвестиций.

### Социально-экономические предпосылки революции
При Диасе формально продолжала действовать конституция 1857 года. В стране сохранялись президентские выборы, на которых Диас неизменно получал большинство голосов. Он не занимал пост президента только в 1880—1884 годах (когда президентом был его ставленник), поскольку инициированная им же поправка к конституции запрещала занимать эту должность два срока подряд. Конгресс не играл реальной роли. Распространение получили политические репрессии.
Хотя при Диасе Мексика достигла больших успехов в экономике, они были получены в том числе за счёт эксплуатации крестьян и коренного населения и снижения уровня жизни народных масс. На 1910 год 96,6 % сельского населения не имели земли, при этом батраки-пеоны с семьями составляли 2/3 населения страны.
Традиционным для индейцев способом обработки земли было общинное земледелие. Однако большое количество общинников лишилось земли в результате жёсткого исполнения принятого в 1856 году закона Лердо. Согласно этому закону индейцы объявлялись арендаторами и в течение трёх месяцев должны были подать заявки на приобретение обрабатываемых участков в собственность, а далее выплачивать их стоимость ежегодными 6 % платежами. При невыполнении этих условий участки подлежали продаже с торгов.
Кроме того, уже оформившие собственность крестьяне могли лишиться земли в результате обмана. Таким образом, значительная часть общинных земель была приобретена латифундистами и спекулянтами. К моменту обретения Мексикой независимости в 1821 году на долю общинного землевладения приходилось 40 % сельскохозяйственных угодий, а к 1910 году — не более 5 %.
В 1883 году издан декрет о колонизации «пустующих» территорий, создававший условия для захвата общинных земель. Поскольку индейские крестьяне, обрабатывавшие свои наделы ещё до прихода европейцев, обычно не имели на них документов, их земли объявлялись «пустующими» и продавались заинтересованным лицам. За годы диктатуры Диаса 54 млн га, то есть 27 % площади страны, оказались у крупных землевладельцев — латифундистов. Их монополия порождала неэффективное использование земли, закрепляя экстенсивный характер сельского хозяйства.
Крупные территории принадлежали американским и британским компаниям, так, в Нижней Калифорнии из 14,4 млн га всей земли 10,5 млн га принадлежало компаниям США. В 1884 году одобрен так называемый «Кодекс рудников», по которому иностранный собственник земли мог владеть находящимися в ней полезными ископаемыми.
Политика правящих кругов привела к обострению классовых противоречий в деревне. Некоторые индейские племена, такие как яки — на севере страны — и майя — на юге, выступали против захвата земель с оружием в руках. В 1877—1884 годах страну захлестнула волна крестьянских восстаний, однако они жестоко подавлялись. Положение рабочего класса было весьма тяжёлым. Трудового законодательства не существовало, и эксплуатация рабочих ничем не ограничивалась. Продолжительность рабочего дня составляла 12—14 часов. Заработная плата часто выплачивалась не деньгами, а бонами или марками, которые принимали только в фабричной лавке. В стране росло рабочее движение, недовольство охватило и средние слои горожан. Кроме того, политикой Диаса тяготились крупные землевладельцы переживших экономический бум штатов Сонора, Чиуауа и Коауила.
1 июня 1906 года на медных рудниках в Кананеа, принадлежащих гражданину США, вспыхнула забастовка мексиканских рабочих. Акция была подготовлена членами Либеральной партии Мексики. В результате перестрелок с американским персоналом 1—2 июня погибло 18 мексиканцев, потери со стороны США составили 4 человека убитыми и 7 ранеными. Эти события стали «предвестником революции».
В феврале 1908 года Диас дал интервью американскому журналисту Джеймсу Крильману, в котором заявил, что не будет баллотироваться на следующих президентских выборах. Президент заметил, что к тому времени ему исполнится уже 80 лет и что он ждал момента, когда мексиканский народ сможет выбирать правительство, не опасаясь мятежей и без ущерба национальной репутации и прогрессу. Несмотря на то, что вскоре Диас изменил своё решение, это интервью послужило катализатором политической активности в Мексике, определив ход дальнейших событий.

### Оппозиция режиму Диаса
Ситуацию, сложившуюся в Мексике, особенно чутко переживала образованная молодёжь. Выразителями её настроений стали Филомено Мата, Антонио Вильяреаль, Хуан и Мануэль Сарабиа, Пракседис Герреро, Ласаро Гутьеррес де Лара, Энрике Флорес Магон, Либрадо Ривера, Антонио Диас Сото-и-Гама, Камило Арриага и др.

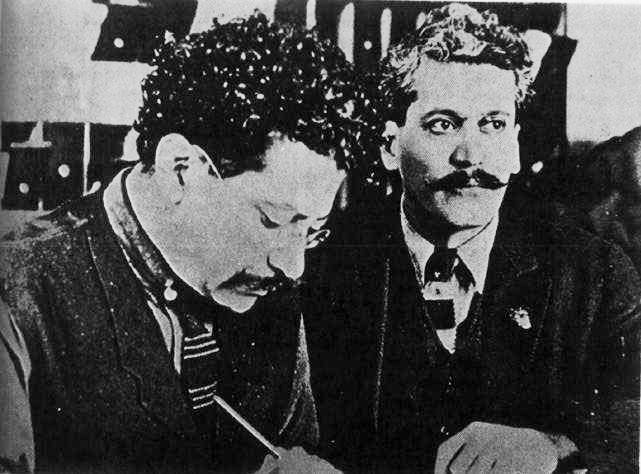
Рикардо и Энрике Флорес Магоны, 1916 год

В 1900 году в Мексике появилось первое широкое оппозиционное движение, ставившее своей целью не изменение режима Диаса, а его полную ликвидацию. Идейными вдохновителями этого движения стали братья Рикардо и Энрике Флорес Магоны. В 1900 году Рикардо вместе со старшим братом Хесусом (впоследствии традиционным буржуазным политиком) создал газету «Рехенерасьон» (исп. Regeneración — рус. Возрождение), обличавшую недостатки режима Диаса. В 1901 году братья основали Либеральную партию Мексики. Как и большинство партий страны, она состояла из нескольких политических клубов, находившихся в разных городах. Новое движение подверглось гонениям со стороны властей, и в конце 1903 года братья Магоны эмигрировали в США. Там в 1906 году они организовали либеральную хунту, выпустившую манифест с требованием социально-политических изменений в Мексике. Хунта организовала на территории Мексики несколько вооружённых выступлений (в том числе восстание в Кананеа), которые, однако, потерпели неудачу.

Территориальное деление Мексики с 1902 по 1917 г.

Признанным лидером либерально-демократической оппозиции был выходец из семьи крупных предпринимателей и землевладельцев Франсиско Мадеро. В начале 1900-х годов он организовал на уровне родного штата Коауила несколько предвыборных кампаний оппозиционеров, однако из-за препятствия власти они не увенчались успехом. Мадеро также финансировал издававшуюся в Соединённых Штатах газету «Рехенерасьон». В 1908 году он издал книгу «Президентская преемственность в 1910 году», которая принесла ему общенациональную известность. В своём труде Мадеро выступил с критикой существующего режима и требованием запрета переизбрания. В 1909 году им была организована Партия противников перевыборов, а в 1910 году он стал кандидатом в президенты от этой партии.

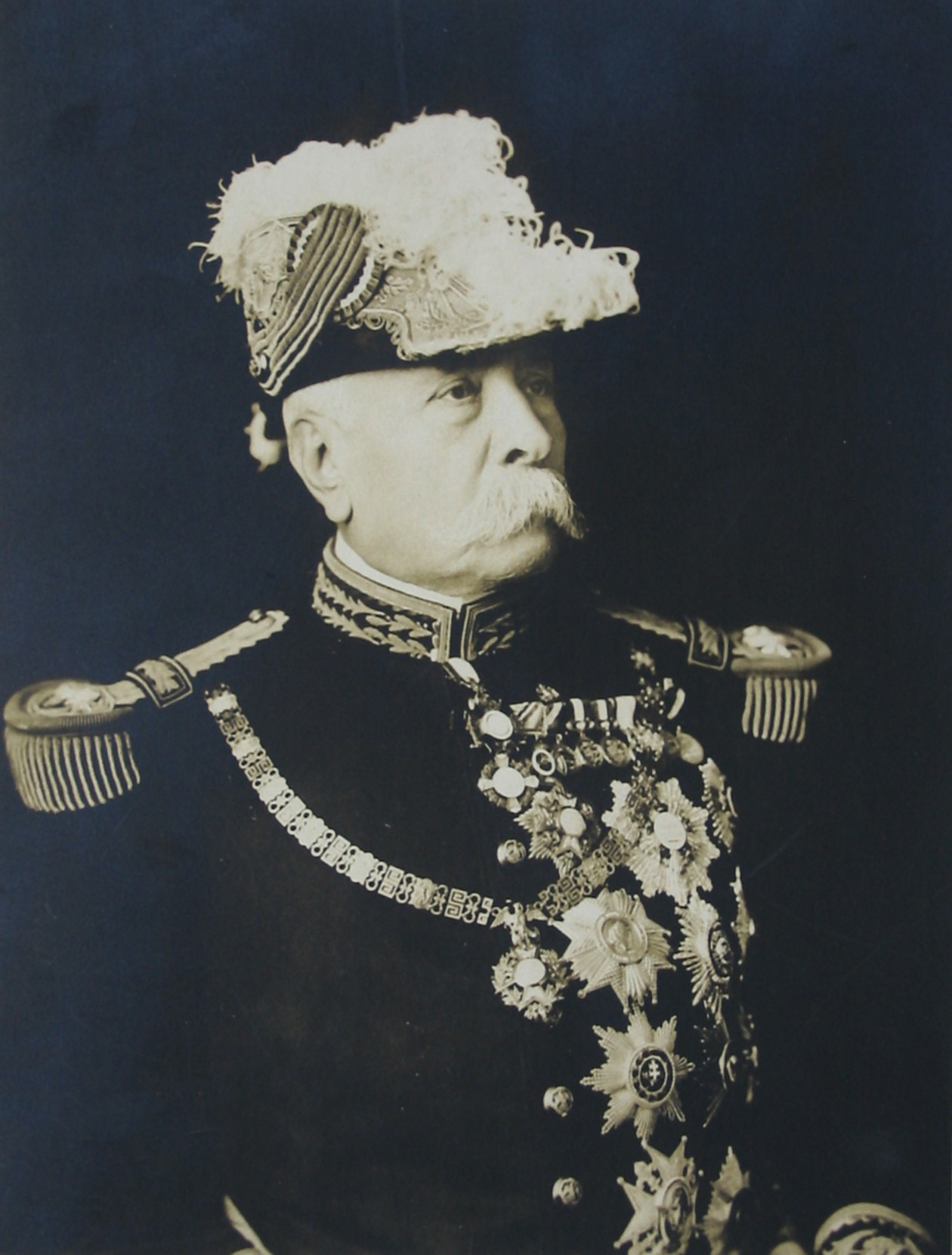
Порфирио Диас

Оппозиционные настроения появились и среди правящей элиты, часть которой стала рассматривать в качестве преемника Диаса генерала Бернардо Рейеса. Рейес был губернатором штата Нуэво-Леон и некоторое время занимал пост министра обороны. Однако рейисты не были готовы к открытому выступлению против переизбрания Диаса, поэтому они выдвинули Рейеса кандидатом на пост вице-президента на выборах 1910 года. В январе 1909 года сторонники генерала создали Демократическую партию, которая развернула активную агитационную деятельность по всей стране. Сам генерал держался в тени, главным агитатором был его сын. Среди сторонников Бернардо Рейеса был и генерал Викториано Уэрта, позднее сыгравший большую роль в подавлении революционного движения. Опасаясь роста популярности Рейеса, Порфирио Диас отправил его с военной миссией в Европу. Лишившись ключевой фигуры, Демократическая партия стала распадаться, а рейисты переходили на сторону Мадеро. В результате последний получил в своё распоряжение отлаженный и опытный организационный аппарат.
Но в июне 1910 года Мадеро был арестован за помощь Роке Эстраде, пытавшемуся организовать запрещённый митинг в поддержку мадеристов. После президентских выборов, прошедших 26 июня, Мадеро выпустили под залог, а 5 октября он бежал в США.

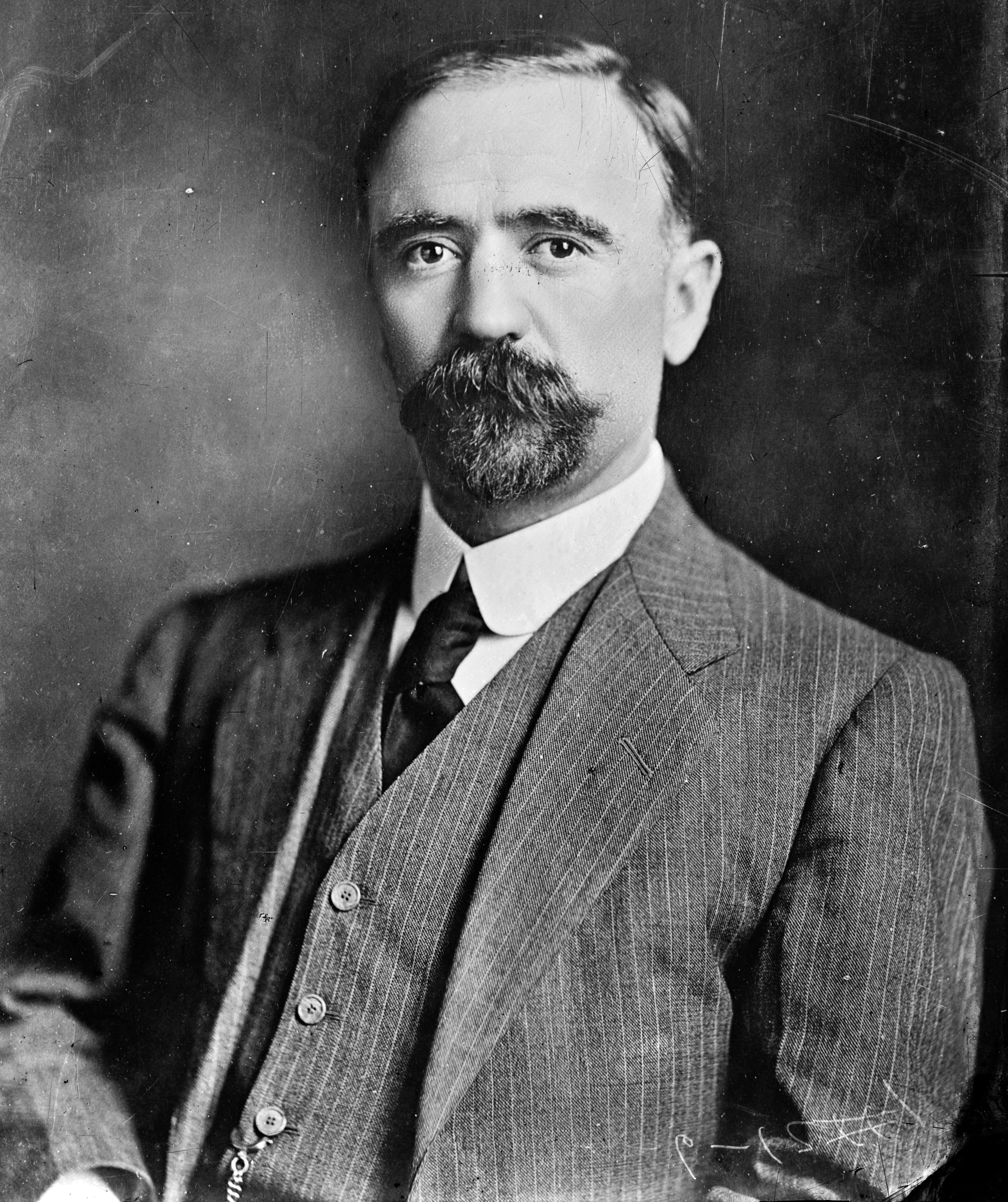
Франсиско Мадеро

### Роль США
Положение режима Диаса осложнялось также и недовольством США политикой поощрения британских инвестиций, которую диктатор начал проводить к концу своего правления.
Значительная часть представителей правящей Республиканской партии США имела в Мексике крупные капиталовложения. Многие видные республиканцы и правительство президента Уильяма Тафта были тесно связаны с группой монополистов, также имевших крупные вложения в этой стране. К 1910 году соперничество между американскими и английскими компаниями, которое было связано в основном с контролем над железными дорогами и монополизацией добычи нефти, достигло значительной остроты.
Также негативно сказывались на американо-мексиканских отношениях такие нерешённые вопросы, как спор по поводу территории Эль-Чамисаль и вопрос об аренде бухты Магдалена. Правительство Диаса, боясь американской территориальной экспансии, долгое время отказывало США в предоставлении долгосрочной аренды бухты Магдалена, которую те планировали использовать как угольную базу для ВМФ. В 1908 году мексиканское правительство всё же пошло на уступки, и бухта была отдана в аренду на 2 года. Патриотически настроенные мексиканцы расценили этот шаг как предательство. После окончания срока аренды мексиканцы отказались продлевать договор, что вызвало недовольство американской стороны. Раздражение американцев усиливалось также и посещением мексиканских портов военным кораблём, принадлежавшим Японии, и радушным приёмом, который был оказан японским морякам. Также ходили слухи о переговорах между японцами и правительством Диаса по поводу аренды бухты Магдалена.
Правительство США понимало, что режим Диаса начинает рушиться, и предполагало возможность революции. После того, как США убедились, что переворот произойдёт независимо от того, будут ли они поддерживать власть Диаса или нет, они стали принимать меры к тому, чтобы не допустить развития революции и укрепить завоёванные экономические позиции. Изначально реализацию этих планов США связывали с политическими фигурами вице-президента Рамона Корраля и посла в США Франсиско Леона де ла Барры. Однако они не пользовались в Мексике популярностью, поэтому США переключили внимание на Франсиско Мадеро, который, по их мнению, не был заинтересован в глубоких революционных изменениях и который нуждался в финансовой и иной помощи. Однако дальнейшие события показали, что планы США относительно Мадеро не оправдались — его политика сохранила независимый характер.

## Первый этап. Падение диктатуры Порфирио Диаса

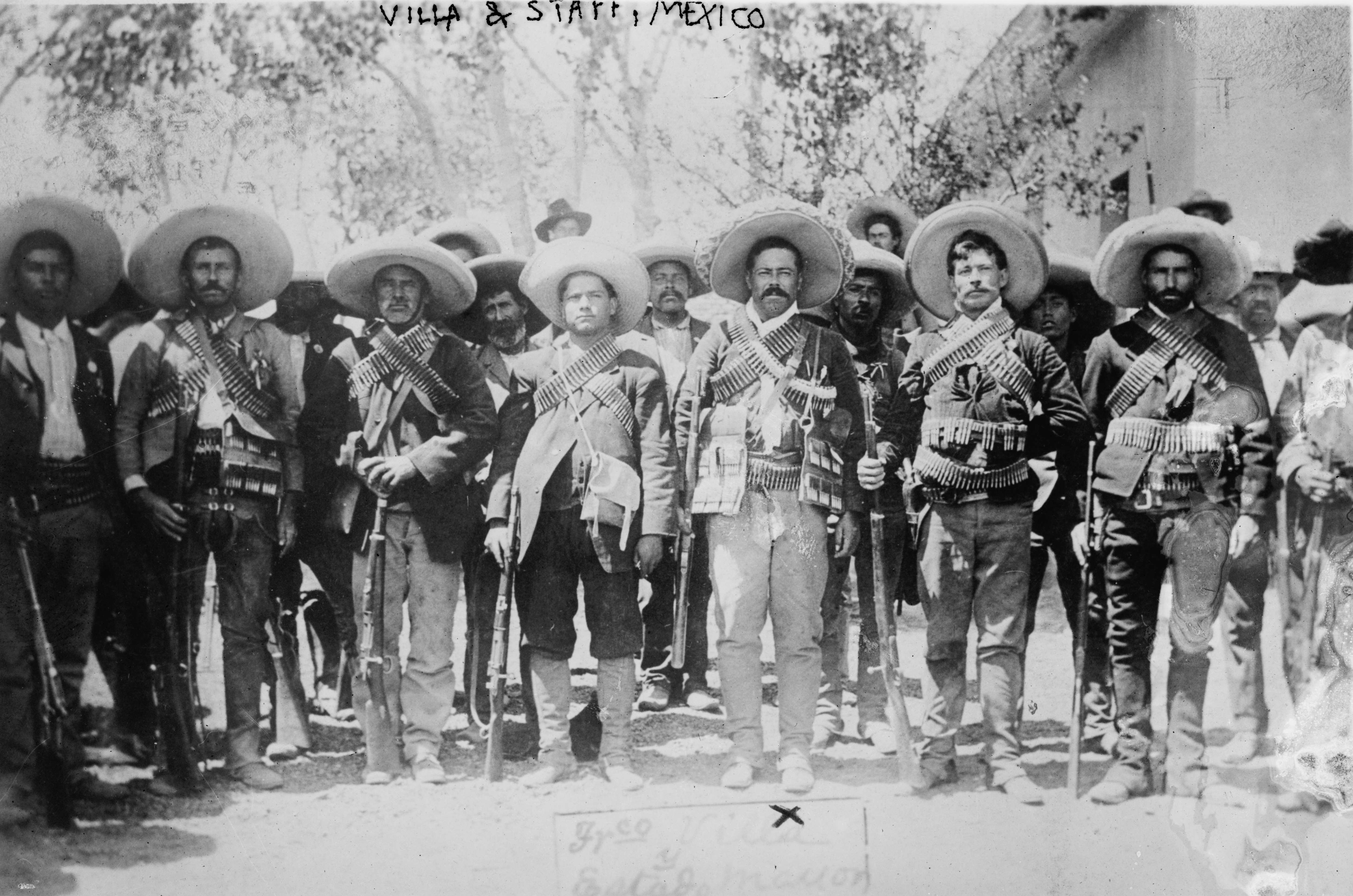
Панчо Вилья (пятый слева) со своими командирами

В числе последствий диктатуры Диаса были усиление зависимости страны от Соединённых Штатов и высокая социальная напряжённость. Поэтому реакцией на циклический кризис в США 1907—1908 годов, которая была усилена неурожаем 1910 года, стал острый экономический, социальный и политический кризис в Мексике.
В 1910 году Порфирио Диас был в очередной раз переизбран президентом Мексики. Франсиско Мадеро выступил с «планом Сан-Луис-Потоси», в котором объявлял результаты выборов недействительными и призывал к борьбе с режимом. План также включал обещание возврата крестьянских земель, отнятых «аморальным способом». Восстание было назначено на 20 ноября. Хотя план рассматривал не все социальные вопросы, он стал катализатором для массовых народных выступлений.
Всеобщего восстания не началось, но мятеж охватил штат Чиуауа, где выделились впоследствии известные крестьянские вожди Паскуаль Ороско и Панчо Вилья. В феврале 1911 года Мадеро вернулся в Мексику, а в марте началось восстание в штате Морелос, руководителем которого стал Эмилиано Сапата. В это время в стране фактически проходили две революции: целью Мадеро и средних слоёв было участие в управлении страной, революционеры на юге и в центре Мексики, формально подчинявшиеся Мадеро, стремились к разделу помещичьих земель между крестьянами.
В апрельском послании к Конгрессу Диас признал большинство требований повстанцев и пообещал провести аграрную реформу. Однако революционеры были настроены на решительную борьбу с режимом. В апреле они захватили крупный порт Акапулько. 10 мая отряды Вильи и Ороско взяли Сьюдад-Хуарес, являвшийся важным таможенным пунктом, контроль над которым давал возможность беспрепятственно получать оружие и боеприпасы из США. Далее повстанцы перешли в наступление почти во всех штатах, заняв крупнейший железнодорожный узел Торреон. Действуя в Морелосе, армия Сапаты захватила Куаутлу, а затем столицу штата — Куэрнаваку. В мае Диас подал в отставку и эмигрировал во Францию. В июне под овации 100 тысяч горожан Мадеро въехал в столицу.

## Второй этап

### Президентские выборы 1911 года
После отставки Диаса и вице-президента Рамона Корраля временным президентом страны стал Франсиско Леон де ла Барра. Ему поручалось провести новые президентские выборы. На 1 октября было намечено избрание коллегии выборщиков, которые 15 октября должны были выбрать президента.

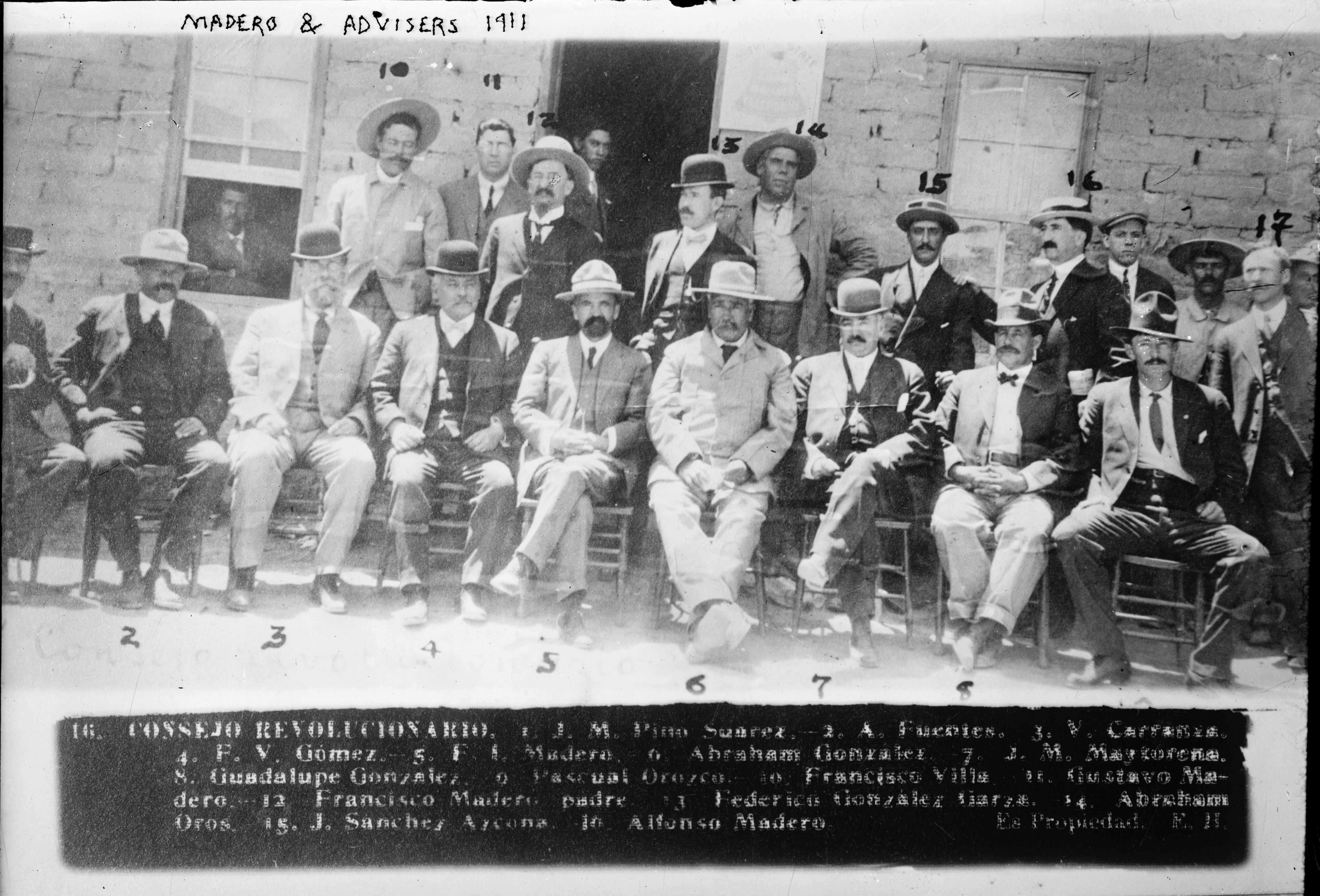
Франсиско Мадеро и его соратники. 1911 год. Сидят: третий слева — Венустиано Карранса, в центре — Франсиско Мадеро, первый справа — Паскуаль Ороско. Первый слева в ряду стоящих — Франсиско (Панчо) Вилья

Хотя Мадеро не занимал никакого поста, от него зависели практически все назначения. Тем не менее, расстановка сил в послереволюционном правительстве отражала компромисс между победившими и проигравшими. Только четверо членов кабинета были убеждёнными сторонниками революции, трое придерживались консервативных взглядов, двое были представителями старой элиты. Однако у Мадеро возникли сложности с назначением временных губернаторов, поскольку парламенты некоторых штатов, состоявшие из сторонников Диаса, отказывались утверждать предложенные им кандидатуры.
Тем временем в рядах мадеристов произошёл раскол. Их умеренное крыло представляло интересы латифундистов и крупной национальной буржуазии, которые не были заинтересованы в серьёзных переменах. Это направление поддерживало Франсиско Мадеро. Радикальное крыло мадеристов выражало интересы более широкого круга буржуазии и части мелкобуржуазной интеллигенции. Радикалы выступали за полное устранение диасовской элиты из экономической и политической жизни страны и за реальные демократические изменения.
Партия противников переизбрания была распущена. Вместо неё Мадеро создал Конституционно-прогрессивную партию, объединив, таким образом, своих сторонников. Его поддержали лидеры либералов. 27—28 августа прошла совместная конференция Либеральной и Конституционно-прогрессивной партий, где Мадеро был единодушно выбран кандидатом в президенты от последней. Вице-президент избирался отдельно, и кандидатом на этот пост от умеренных мадеристов стал Хосе Мария Пино Суарес. Другие партии также выставили своих кандидатов. Национально-католическая партия поддержала кандидатуру Мадеро в качестве президента и Леона де ла Барры в качестве вице-президента. От Партии крайних либералов (исп. Partido Liberal Puro) в президенты баллотировался Эмилио Васкес Гомес.
Также свою кандидатуру на пост президента выдвинул вернувшийся в Мексику генерал Рейес. Чтобы получить больше времени для агитации, партия Рейеса обратилась в Конгресс с просьбой о переносе даты выборов. Получив отказ, Рейес снял свою кандидатуру и вскоре перебрался в Техас, где начал подготовку антиправительственного мятежа.
15 октября победу на выборах одержал Мадеро, набрав 98 % голосов. Вице-президентом стал Пино Суарес. Некоторые позиции в новом правительстве заняли родственники Мадеро: министром внутренних дел стал его брат Густаво Мадеро, министром финансов — дядя президента Эрнесто Мадеро, а министрами развития и обороны стали его кузены Рафаэль Эрнандес и Хосе Гонсалес Салас. Вошли в правительство и представители старого режима, например, Мануэль Калеро — председатель палаты депутатов в правление Диаса.

### Президентство Франсиско Мадеро

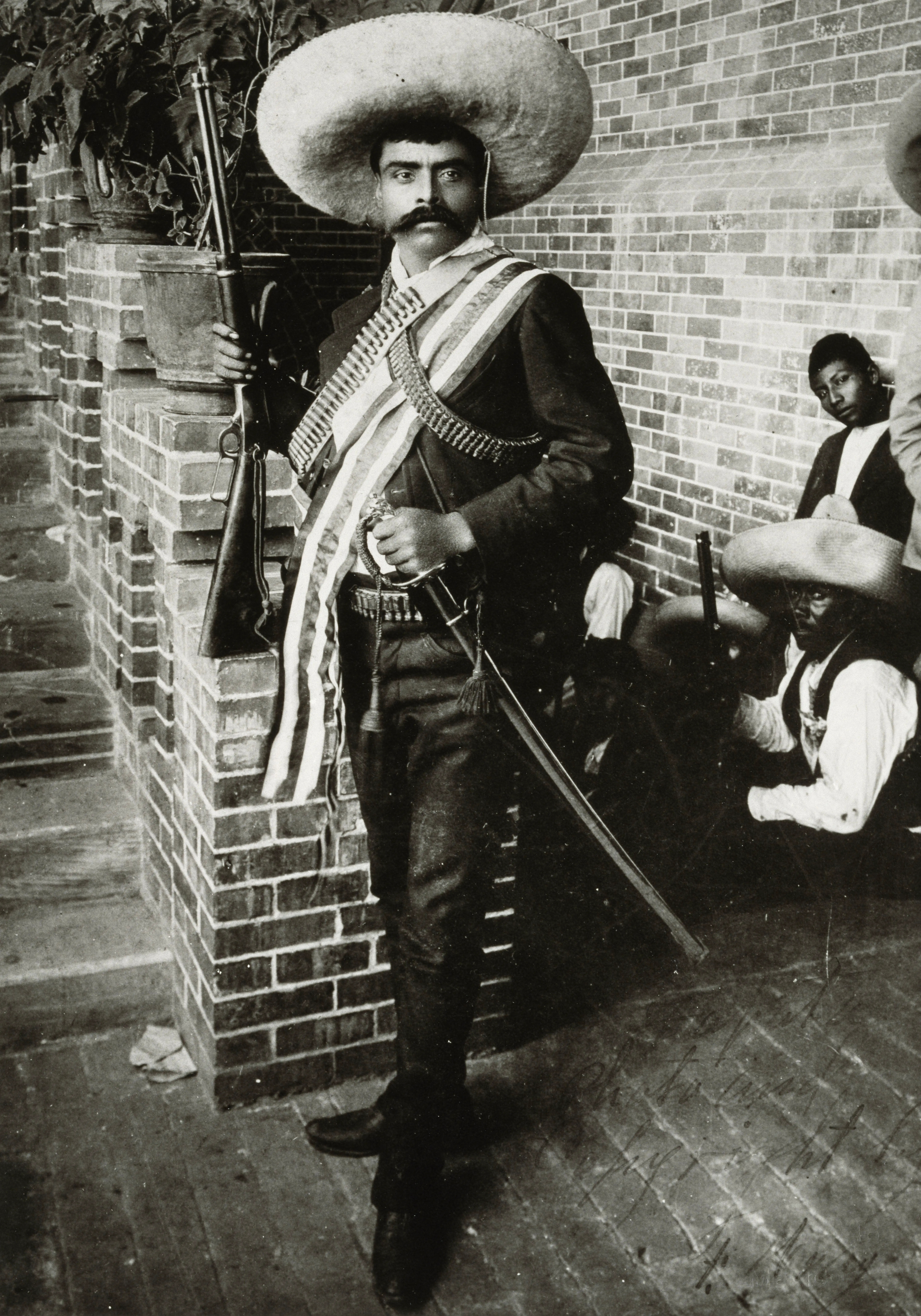
Эмилиано Сапата

Мадеро не спешил решать аграрный вопрос, восстановив против себя таким образом крестьян. В ноябре 1911 года Сапата объявил Мадеро предателем революции, выступив с «планом Айялы», предусматривающим разделение земель латифундистов. 1 декабря начался мятеж Бернардо Рейеса. Генерал пересёк границу США, где его встретило 600 сторонников. Однако из-за отсутствия поддержки у населения и дезертирства выступление не имело успеха, и 25 декабря Рейес сдался властям. В марте 1912 года о восстании против Мадеро объявил Паскуаль Ороско, который в двухнедельный срок захватил практически весь штат Чиуауа. Главнокомандующим правительственными войсками на севере Мадеро назначил генерала Викториано Уэрту, воевавшего в предыдущую кампанию 1910—1911 гг. на стороне Диаса. В мае Уэрта нанёс Ороско сокрушительное поражение при Рельяно.
Панчо Вилья остался предан Мадеро, однако по сфабрикованному Уэртой обвинению был приговорён к расстрелу. Его спасло вмешательство президента. Началось следствие. Вилья был помещён в тюрьму, из которой позднее бежал в США.
К началу октября мятеж был подавлен: Сапата был окружён в Морелосе, Ороско ушёл в США. Но уже 10 октября в Веракрусе поднял восстание племянник бывшего диктатора — Феликс Диас. 22 октября город был взят правительственными войсками практически без боя, а Диас — арестован.
Военные мятежи сказались на финансовом положении страны. Для пополнения казны Мадеро распорядился ввести первый в истории Мексики налог на добычу нефти, что вызвало недовольство американских компаний.
Решение аграрного вопроса Мадеро видел в создании слоя средних и мелких землевладельцев, подобных фермерам США. Общинное же землевладение он считал отсталым. Было решено раздать крестьянам пустующие государственные земли в виде мелких участков, а также выделить деньги на ирригацию и агрономическое развитие. Однако большинство пустующих земель располагалось на севере, а крестьяне густонаселённого центра и юга переселяться никуда не желали. Кроме того, крестьяне выступали не за разделение земель, а за возвращение отнятых в правление Диаса угодий в общинную собственность деревень. Также министр развития Рафаэль Эрнандес предложил губернаторам штатов произвести разделение общинных земель между крестьянами, которые их обрабатывали. В конце 1912 года 60 депутатов внесли на рассмотрение Конгресса законопроект о восстановлении общинного землевладения, однако он так и не был принят.
Более успешной была политика правительства в рабочем вопросе. Всячески поощрялось создание запрещённых при Диасе профсоюзов, был создан Департамент труда, при содействии правительства прошли переговоры между предпринимателями и рабочими. Рабочие текстильных предприятий добились ряда уступок: снижалась продолжительность рабочего дня до 10 часов в дневное время и 9 часов — в ночное, устанавливался 15-дневный отпуск, не разрешалось принимать на работу детей до 14 лет (все эти обязательства были для работодателей добровольными). Однако, несмотря на благожелательную по отношению к пролетариату позицию правительства, в стране росло число анархо-синдикалистских профсоюзов. В Мехико был создан «Дом рабочих мира», издававший свою газету и имевший влияние на тысячи рабочих. «Дом» провёл серию забастовок, сопровождавшихся блокадой предприятий и столкновениями с полицией.

### «Трагическая декада»

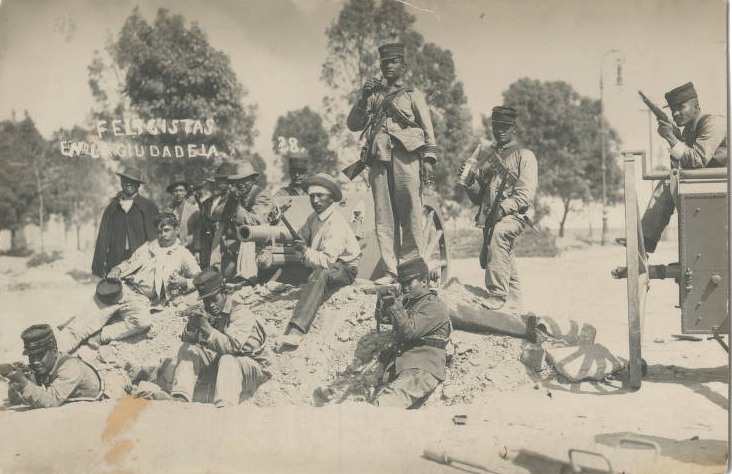
Сторонники Феликса Диаса в арсенале Мехико

Правление Мадеро было недолгим — в начале 1913 года в Мехико произошёл военный переворот. 9 февраля несколько высших офицеров во главе с генералом Мануэлем Мондрагоном, сопровождаемые двумя артиллерийскими полками и 300 курсантами, освободили Феликса Диаса и Бернардо Рейеса. После неудачной попытки взять резиденцию Мадеро — Национальный дворец, во время которой погиб генерал Рейес, повстанцам удалось закрепиться в крепости столичного арсенала.
Руководство по подавлению мятежа было возложено на генерала Уэрту. Однако последний был связан с заговорщиками и, кроме того, сам намеревался занять президентское кресло. Последующие события известны как «Трагическая декада». Уэрта создавал видимость борьбы с мятежниками, ограничившись лишь редкими обстрелами арсенала и заведомо неудачными атаками. Таким образом Диас и Уэрта пытались измотать население, вызвав безразличие к смене власти.
18 февраля сторонники Уэрты арестовали Мадеро, а 19 февраля он и Пино Суарес подали в отставку. Временным президентом при формальном соблюдении конституции стал Уэрта. Феликс Диас не вошёл в правительство, но по заключённому с Уэртой соглашению оставил за собой право формировать кабинет. Кроме того, Уэрта обязался поддержать его кандидатуру на предстоящих президентских выборах. Мондрагон получал пост министра обороны, министром юстиции стал Родольфо Рейес — сын Бернардо Рейеса. 23 февраля по приказанию Уэрты Мадеро и Пино Суарес были убиты по дороге в тюрьму.

## Третий этап. Режим генерала Уэрты

### Характеристика режима Уэрты
Викториано Уэрта проводил политику классического бонапартизма. Он готов был опереться на различные политические и социальные силы, если они обеспечивали поддержку его власти.

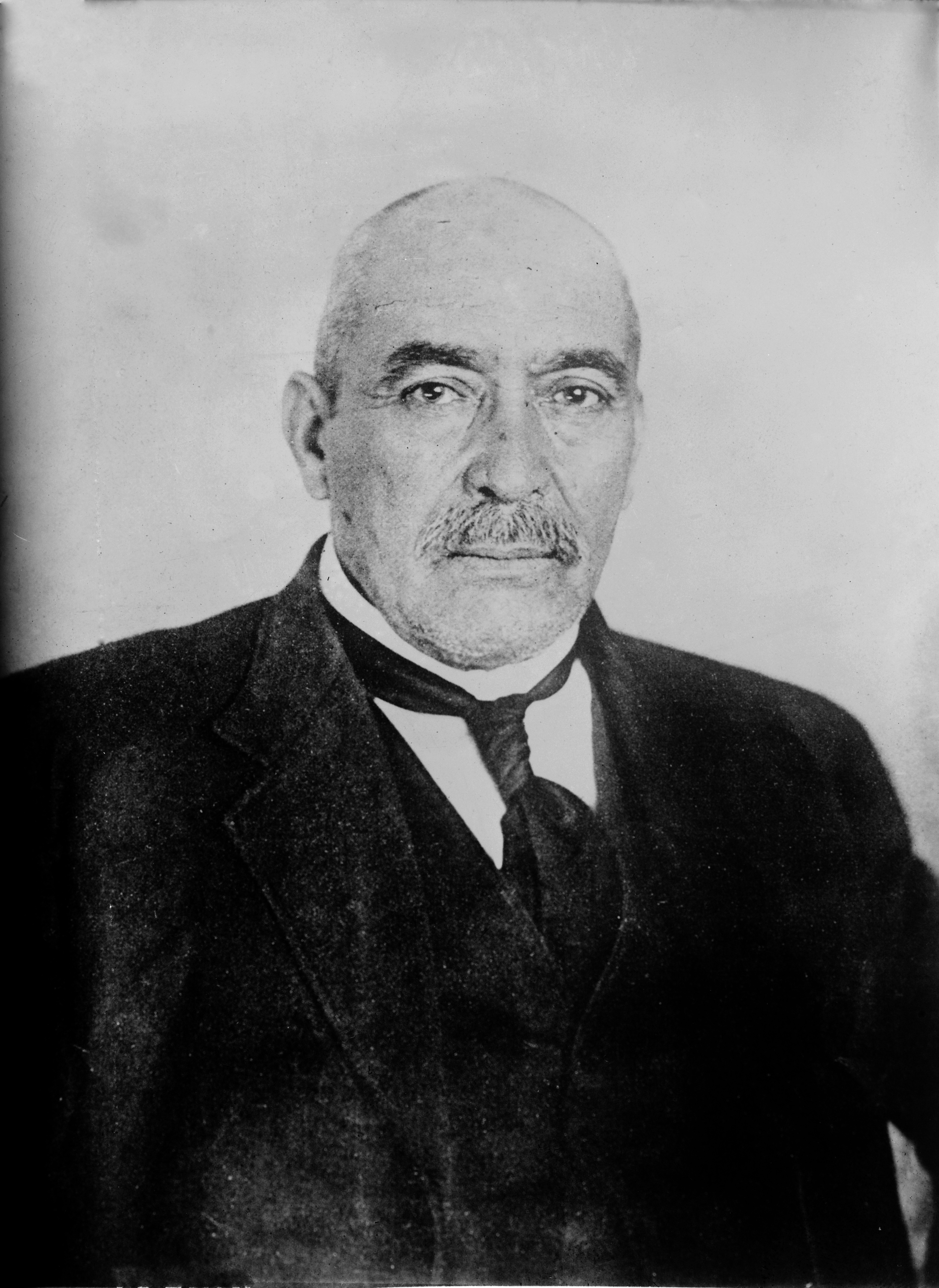
Викториано Уэрта. 1913

В аграрной сфере Уэрта изначально предполагал продолжать линию Мадеро по распределению пустующих государственных земель и не собирался разделять крупные поместья. В апреле 1913 года 78 общинам индейцев яки и майо были возвращены отнятые при Диасе земли. Министрами Уэрты были предложены два проекта: по выпуску государственных ценных бумаг, с помощью которых крестьяне могли бы приобретать участки, и законопроект об обложении прогрессивным налогом крупной земельной собственности. Однако эти инициативы были отклонены Конгрессом.
Уэрта был достаточно расположен к организованному рабочему движению. Было создано агентство, занимавшееся вопросами занятости, режим не подавлял экономические стачки, государство активно участвовало в арбитражных разбирательствах. Национальное ведомство труда исследовало условия труда женщин. В 1913 году «Дому рабочих мира» было разрешено отпраздновать 1 мая. В конце мая руководство «Дома» организовало совместную с либералами демонстрацию, где некоторые ораторы, в частности Антонио Диас Сото-и-Гама, открыто выступили против диктатуры. Среди руководителей организации были произведены аресты, сам «Дом рабочих мира» закрывать не стали. Но поскольку по мере ухудшения военного положения режима позиция руководства «Дома» становилась более радикальной, он был закрыт, а 20 его руководителей заключены в тюрьму. Сото-и-Гама удалось скрыться, и позднее он примкнул к Сапате.
В президентство Уэрты несколько раз выдвигались проекты по установлению контроля над нефтяной промышленностью. В сентябре 1913 года депутат Конгресса Керидо Моэно выдвинул предложение по национализации нефтяной промышленности. Чуть позже он был назначен министром иностранных дел, но сама инициатива не получила развития. Весной 1914 года правительство рассматривало также неосуществлённый проект по подчинению государству транспортировки нефти.
Расходы на образование, составлявшие при Диасе 7,2 %, а при Мадеро 7,8 % бюджета, были увеличены до 9,9 %. Министр образования Хорхе Вера Эстаньол обещал построить 5 тыс. школ. Правительство Уэрты начало разработку программ помощи индейцам — в их деревни направлялись медицинские специалисты и учителя. Президент старался поддерживать хорошие отношения с церковью, что, однако, не помешало ему закрыть критиковавшую его католическую газету «Ла Унион Популар», а после того, как в октябре он разогнал Конгресс, Уэрта арестовал лидера Католической партии Федерико Гамбоа.
К лету 1913 года режим Уэрты признали такие страны, как Англия, Франция, Россия, Германия, Австро-Венгрия, Испания, Китай и Япония. Из крупных мировых держав диктаторский режим не получил признания только от США, где в марте вступил в должность новый президент — Вудро Вильсон, имевший репутацию защитника демократических ценностей. Поскольку США наложили эмбарго на экспорт оружия в Мексику, в Европу и Японию были направлены представители для закупок винтовок и боеприпасов. Японская компания «Митцуи» получила заказ на поставку 70 тыс. винтовок и 145 млн патронов. Высокую активность в поддержке диктатуры Уэрты проявила Германия. С немецкими промышленниками было заключено несколько соглашений на поставку десятков тысяч винтовок «Маузер» и патронов к ним. В марте 1914 года заводу Круппа поступил заказ на поставку для армии Уэрты горных орудий и снарядов.
Однако новую власть не поддержали самые богатые северные штаты Мексики. О непризнании правительства объявил губернатор штата Коауила Венустиано Карранса. Он выдвинул «план Гуадалупе», целью которого было восстановление конституционного правления. Карранса назначался верховным главнокомандующим армии конституционалистов.

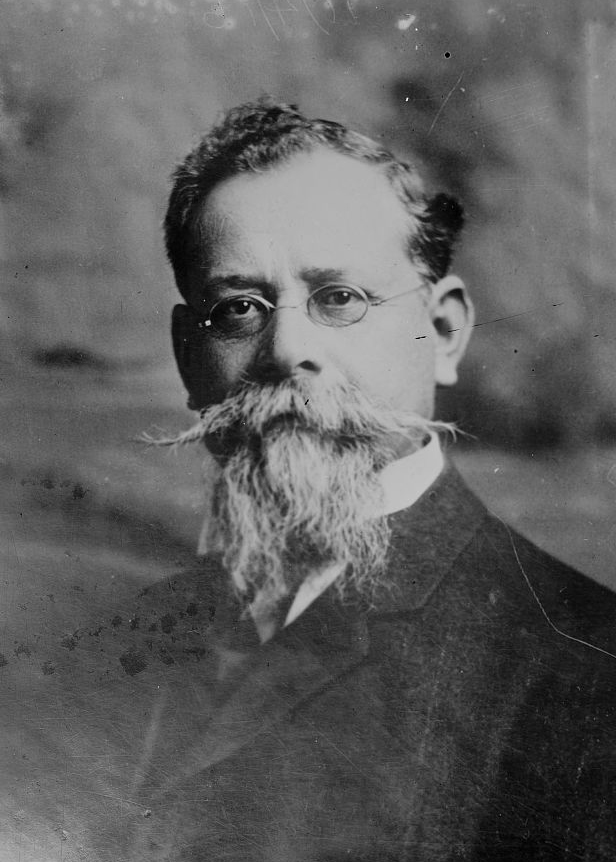
Венустиано Карранса. 1913

К осени 1913 года Уэрта полностью заменил состав кабинета министров, своих постов лишились Мондрагон и Рейес. Новые президентские выборы были назначены на 26 октября, но в нарушение заключённых договорённостей Феликс Диас был отправлен с миссией в Японию. Таким образом Уэрта старался окружить себя лично преданными ему людьми и остаться у власти, сохраняя видимость соблюдения конституции. Однако в Конгрессе ещё оставалось много сторонников Мадеро, которые образовали мощный оппозиционный блок. 8 октября по приказу Уэрты был убит оппозиционный сенатор Белисарио Домингес. Депутаты Конгресса потребовали расследования исчезновения Домингеса и пригрозили переездом из Мехико в более безопасное место — это было явным намёком на возможность бегства на территорию конституционалистов. 10 октября Уэрта распустил Конгресс, многие депутаты были арестованы. Новые выборы в Конгресс должны были пройти одновременно с президентскими. Феликсу Диасу было разрешено вернуться и продолжить избирательную кампанию. Временный президент не мог выдвигать свою кандидатуру, но армии и служащим было приказано вписывать в бюллетени фамилию Уэрты. Кроме того, Уэрта всячески старался затруднить избирательный процесс, и из-за низкой явки выборы президента были объявлены несостоявшимися.
В целом правление Викториано Уэрты часто представляется как контрреволюционная реакция. Однако историк Майкл К. Мейер (англ. Michael C. Meyer) в своей книге «Уэрта: политический портрет» (англ. Huerta: A Political Portrait) утверждает, что, вопреки распространённому мнению, Уэрта не был контрреволюционером. К такому выводу Мейер приходит, анализируя соответствие президентской деятельности Мадеро и Уэрты основным целям и задачам революции, куда, по его мнению, входят аграрная реформа, защита интересов рабочих, образование, отстаивание национальных экономических и политических интересов, а также защита и возрождение индейской культуры. Таким образом, согласно Мейеру, режим Уэрты был не более контрреволюционным, чем правление Мадеро, при этом под контрреволюцией он понимает возвращение к принципам управления времён Порфириата.
С таким взглядом, однако, не соглашается его оппонент историк Алан Найт (англ. Alan Knight): он замечает, что многие реформы, подготовленные министрами Уэрты, так и остались на бумаге, не получив реального воплощения. Найт также указывает, что выбранные Мейером задачи революции являлись второстепенными в период 1910—1915 годов, к тому же все эти направления, кроме аграрной реформы, входили и в политику Порфирио Диаса, которая, по мнению Найта, не была столь реакционной, как считает Мейер. Как далее отмечает Найт, революция началась в форме двух течений: либералов из среднего класса горожан, которые поддерживали Мадеро, и крестьянских движений. Подавление правительством Мадеро народных мятежей и местных аграрных инициатив приближало его к режиму Диаса, таким образом, революция и контрреволюция, согласно Найту, сосуществовали друг с другом с самого начала — с 1910 года. Однако, если Мадеро всё же придерживался либеральных принципов, Уэрта, по мнению Найта, выступал против обоих — как городского, так и сельского — революционных движений.

### Конституционалистская революция
Приход Уэрты к власти заставил антипорфиристов подняться с оружием в руках, начав в марте 1913 года на севере Мексики так называемую «конституционалистскую революцию». Это движение характеризовалось законническим характером, и им руководили многие главные политики и чиновники государства. Губернатор штата Коауила Венустиано Карранса выдвинул План Гуадалупе, целью которого было восстановление конституционного правления. Стала создаваться армия, верховным главнокомандующим которой назначался Карранса.
В отличие от активного участия, которое наблюдалось на этом этапе революции на севере Мексики, центральные и южные районы страны были мало вовлечены в процесс, за исключением штата Морелос, где борьбу продолжил Сапата. Жестокие и кровавые методы репрессий, применявшиеся против сапатистов войсками правительства Уэрты, привели к значительному увеличению числа повстанцев.
Уэрта попытался привлечь на свою сторону командиров повстанческих отрядов первого этапа революции, выходцев из народа, Сапату, Ороско, Вилью. Однако на стороне федеральных сил выступил только Ороско, который получил возможность включить своего представителя в правительство Уэрты, а также заручился обещанием диктатора провести в Мексике аграрную реформу. Сапата не признал ни легитимности Уэрты, ни руководства Каррансы, поэтому никакой координации действий между конституционалистами и его партизанскими отрядами не существовало.
К маю 1913 года конституционалисты добились больших успехов в Соноре, где войска Уэрты удерживали только юг. Там выдвинулись повстанческие командиры Альваро Обрегон и Плутарко Элиас Кальес. В мае и июне севернее порта Гуаймас Обрегон нанёс правительственным войскам два крупных поражения у Санта-Розы и Санта-Марии. К лету в Морелосе, где воевал Сапата, федеральные силы удерживали только крупные города. В это время гражданская война принимает всеобъемлющий характер. Внешняя и внутренняя экономика пришла в полный упадок.
Борьбу в штате Чиуауа возглавил Франсиско Вилья, который вернулся в Мексику 6 марта 1913 года. Он объединил подчинённые ему части в «Северную дивизию», насчитывавшую 8 тысяч человек, и в ночь на 1 октября 1913 года захватил Торреон. Затем, повернув свои войска на север, Вилья 15 ноября взял Сьюад-Хуарес и 24 ноября нанёс серьёзное поражение правительственным войскам у Тьерра-Бланка.
На северо-западе Мексики борьба разворачивалась для конституционалистов не так успешно, как в штатах Сонора и Чиуауа. Несмотря на установление своей власти в штатах Веракрус и Тамаулипас (4 июня был взят Матаморос, расположенный на границе, что позволяло получать доходы от таможни и оружие из США) каррансисты не смогли взять Монтеррей, столицу штата Нуэво-Леон.
Разгон Уэртой конгресса и срыв выборов вызвали недовольство Соединённых Штатов и лично президента Вильсона. Кроме того, революция поставила под угрозу собственность американских монополий. США, обеспокоенные антиамериканскими настроениями в Мексике, отправили туда свои военно-морские силы, оккупировавшие 21 апреля 1914 года порт Веракрус. Но ввиду патриотического подъёма среди мексиканцев США были вынуждены отказаться от продолжения интервенции. Оккупация закончилась 23 ноября 1914 года.
К началу 1914 года революционеры контролировали почти весь север страны (за исключением Нижней Калифорнии). В течение марта и апреля 1914 года Конституционалистская армия начала наступление на столицу: Обрегон — на западе, Вилья — в центре и Пабло Гонсалес — на востоке, что способствовало возникновению многочисленных восстаний в центральных штатах страны. Благодаря этим достижениям движение перестало быть ограниченным севером Мексики и охватило практически половину территории страны, что в то же время вызвало присоединение к нему других социальных слоев. Кроме того, по мере продвижения революционных войск приходилось заключать различные договоры с местным населением в обмен на поддержку, для чего принимались трудовые и аграрные декреты.
В апреле 1914 года конституционалисты под командованием генерала Пабло Гонсалеса Гарсы взяли Монтеррей, а в мае — город и порт Тампико. В марте Сапата взял столицу штата Герреро Чильпансинго, а в мае — Хохутлу. 23 июня 1914 года Вилья захватил Сакатекас. Битва за город, в которой погибло от 5 до 6 тыс. федеральных солдат и около тысячи бойцов Северной дивизии, стала одним из самых кровопролитных сражений революции. 6 — 8 июля Обрегон нанёс крупное поражение правительственной армии в сражение при Орендайне под Гвадалахарой. После этих побед стало возможным продвижение армии конституционалистов с севера и северо-запада к столице Мексики. 15 июля Уэрта объявил о своей отставке и 20-го покинул страну. Мехико был сдан без боя. 18 августа 1914 года в город торжественно въехал Карранса.

## Четвёртый этап

### Разногласия в революционном лагере
Карранса не стал вступать в должность временного президента (иначе он не смог бы выдвинуть свою кандидатуру на предстоящих президентских выборах), сохранив пост верховного главнокомандующего. Политическая программа Каррансы не предусматривала социальных реформ и обходила аграрный вопрос, что не устраивало присоединившихся к нему крестьян. Между сторонниками Каррансы и Вильи произошёл ряд стычек. В попытках урегулировать разногласия Альваро Обрегон провёл несколько встреч с Вильей. Для решения вопросов о власти и предстоящих преобразованиях было условлено созвать Конвент командиров революционных армий. Он открылся 1 октября 1914 года в Мехико, а затем был перенесён в Агуаскальентес.
Делегаты Конвента делились на три основные фракции: сторонники Вильи, сторонники Каррансы и группа офицеров армии Обрегона. Председателем съезда стал поддерживавший Каррансу и Обрегона генерал Антонио Вильяреаль. По предложению вильистов на Конвент были приглашены представители Сапаты, получившие статус наблюдателей. Поскольку Сапата опасался отправлять в Агуаскальентес своих неискушённых в политике командиров, для участия в собрании 29 его советникам, среди которых находился и Антонио Диас Сото-и-Гама, были присвоены военные звания.
31 октября Конвент принял решение, согласно которому Вилья и Карранса должны были подать в отставку. 1 ноября делегаты избрали генерала Эулалио Гутьерреса временным президентом Мексики. Карранса не признал решений Конвента и в ноябре, покинув столицу, отправился в Веракрус. После отказа Каррансы уйти в отставку Конвент объявил его мятежником. Президент Гутьеррес назначил Вилью главнокомандующим силами Конвента. Альваро Обрегону предстояло принять одну из противоборствующих сторон. Наиболее боеспособные части его армии, которыми командовал Мануэль Дьегас, заняли сторону Каррансы, поэтому Обрегону не оставалось ничего, кроме как сделать то же самое.
К началу завершающего этапа революции формальное преимущество было на стороне сил Конвента. Основные железнодорожные пути от границы с США до Мехико находились под контролем Вильи, при этом самой столице угрожали отряды Сапаты. В это же время территории, подчинённые Каррансе, были разрознены и не имели прямого сообщения: на тихоокеанском побережье, в Халиско, располагались части Дьегаса; от брата Каррансы Хесуса, занимавшего Оахаку, первого отделяли отряды Сапаты; на северо-востоке, в Тампико и Коауиле, дислоцировались силы под командованием генерала Вильяреаля.

Имея возможность, объединившись с Сапатой, разбить малочисленное войско Каррансы в Веракрусе, Вилья предпочёл наступление на Коауилу и Халиско. Таким образом он старался обезопасить фланги своей армии, чтобы не потерять контроль над железнодорожными магистралями, по которым получал боеприпасы из США. Кроме того, в Коауиле находились единственные в стране месторождения угля, также необходимого для железнодорожного сообщения. Поэтому взятие Веракруса было предоставлено Сапате, который к тому же считал его своей вотчиной. Однако его отряды привыкли в основном к партизанской войне и практически не имели артиллерии, что делало их малопригодными для выполнения такой задачи.
Карранса же приказал Обрегону, изначально намеревавшемуся перебросить свои силы из Веракруса на побережье Тихого океана, провести эвакуацию войск из Мехико. Эвакуация началась 18 ноября: частям предписывалось отступить к Веракрусу. 24 ноября отход войск Каррансы из столицы был окончен. 27 числа к городу подошёл Сапата, а 30 ноября — Вилья. 4 декабря произошла встреча двух революционных лидеров, которые договорились о направлениях наступления. Однако оба командира не стремились далеко отходить от своих основных плацдармов: Вилья от Чиуауа, а Сапата от Морелоса. Поэтому Вилья должен был разбить Каррансу на севере, а Сапате предстояло взять Пуэблу и Веракрус. 6 декабря в Мехико состоялось торжественное шествие 50 тыс. солдат армий Вильи и Сапаты, которые возглавляли процессию на открытом автомобиле. По окончании шествия Сапата и Вилья вместе с временным президентом Гутьерресом поприветствовали жителей с балкона Национального дворца. 9 декабря Сапата покинул Мехико и начал подготовку к выступлению на Пуэблу, а 10 декабря город оставил Вилья. После этого по их распоряжению в столице прошла волна репрессий, в ходе которой были убиты 150—200 человек, в том числе три бывших генерала федеральной армии Уэрты. Хотя подобные действия практиковались всеми мексиканскими военачальниками того периода, они вызвали возмущение временного президента, который пригрозил Вилье переездом Конвента в Сан-Луис-Потоси.
В середине декабря 1914 года Вилья занял столицу Халиско Гвадалахару, через которую проходили железнодорожные коммуникации. Одновременно другие отряды вильистов взяли Сальтильо — административный центр Коауилы. При взятии города среди архивов бывшего председателя Конвента Вильяреаля были найдены письма президента Гутьерреса, предлагавшего Обрегону объединиться против Каррансы и Вильи. Вилья немедленно распорядился об аресте временного президента, однако тот успел бежать в Сан-Луис-Потоси. Новым временным президентом стал Роке Гонсалес Гарса. 15 декабря войска Сапаты, снабжённые артиллерией, присланной Вильей, заняли Пуэблу. Однако 5 января 1915 года Альваро Обрегон отбил город. 28 января он практически без боя занял Мехико. Конвент перебрался из столицы в Куэрнаваку — центр Морелоса, служившего основной базой Сапаты. Теперь большинство Конвента составляли сапатисты.
6 января 1915 года Карранса издал декрет о возвращении деревням отнятых у них земель, пастбищ и водных ресурсов, который сразу же начал воплощаться в реальных действиях. Наместники Каррансы получили широкие полномочия по проведению реформы. Кроме того, каррансисты стремились привлечь на свою сторону пролетариат. По распоряжению Обрегона с церкви и предпринимателей взимался налог в пользу бедных, был также создан фонд социальной помощи. Вместе с лидером анархистов Херардо Мурильо Обрегон развернул пропагандистскую кампанию против крестьянских вождей Сапаты и Вильи. Его поддержали анархистски настроенные руководители открытого после изгнания Уэрты «Дома рабочих мира», которые считали крестьянство реакционным классом. По их инициативе из нескольких сотен рабочих были созданы «красные батальоны», пополнившие армию Обрегона.
Противники Каррансы тоже не забывали о социальных преобразованиях. В Морелосе Сапата начал претворение в жизнь «плана Айялы»: началось возвращение крестьянам несправедливо отнятых у них земель. Причём возвращённые участки могли быть переданы как в общинную, так и в частную собственность. Вовлечённый в активные боевые действия Вилья проводил более осторожную аграрную политику, его решения зависели от военных нужд. Осенью 1914 года по его поручению бывший министр экономики в правительстве Мадеро Мануэль Бонилья разработал проект реформы по распределению не обрабатываемых помещичьих земель. Согласно этому проекту крестьянам предлагалось выкупать экспроприированную землю за счёт низкопроцентных государственных кредитов. Вилья же выступал за бесплатную раздачу земель, особенно среди ветеранов-вильистов. В мае 1915 года он опубликовал свой план реформы, по которому между крестьянами должны были быть распределены все земли асьенд, превышающие определённый размер. Владельцы экспроприированных земель получали компенсацию, а новые собственники должны были выкупать у государства эти участки небольшими взносами. Причём в своём родном штате Чиуауа Вилья предлагал раздавать земли бесплатно. Кроме аграрных преобразований Вилья проводил политику помощи неимущим слоям населения: были установлены пенсии для инвалидов войны, на средства Чиуауа в столице штата финансировался бесплатный госпиталь для гражданского населения.
Однако эти меры не могли исправить бедственного социального и экономического положения. Были закрыты многие предприятия, объём промышленного и сельскохозяйственного производства сократился, это вызвало безработицу и рост цен. Последние росли также и вследствие инфляции: к 1916 году в Мексике ходило около 20 различных валют, выпускаемых командирами воюющих армий и губернаторами штатов. В довершение этого в 1915 году в стране вспыхнула эпидемия тифа, унёсшая огромное количество жизней.
В начале 1915 года бои шли с переменным успехом. К марту в гражданской войне участвовали 160 тысяч человек: 80 тысяч каррансистов, 50 тысяч вильистов, 20 тысяч сапатистов и 10 тыс. бойцов различных независимых командиров. В апреле у города Селаи между войсками каррансистов под началом Обрегона и сторонников Вильи произошло два сражения. В последней битве 13—15 апреля, в которой участвовало 25 тыс. вильистов и 15 тыс. каррансистов, Вилья был разбит, потеряв убитыми 4 тыс. человек и 5 тыс. ранеными. Потери Обрегона составили 138 солдат убитыми и 276 ранеными. Окончательно армия Вильи была разбита в продолжавшейся более месяца битве при Леоне. К концу 1915 года все территории находились под контролем правительства Каррансы. Вилья перешёл к партизанской войне. Для борьбы с Сапатой Карранса снарядил 30-тысячную армию, располагавшую также единственной в Мексике авиаэскадрильей. Командующий этими силами Пабло Гонсалес захватил 2 мая 1916 года столицу Морелоса — Куэрнаваку, после чего Сапата также перешёл к партизанским действиям.
В феврале 1915 года с находившимся в Испании Викториано Уэртой установили отношения германская разведка и мексиканские оппозиционеры. Германия участвовала в Первой мировой войне, в которой её противником должны были стать Соединённые Штаты Америки. Уэрте было предложено возглавить финансируемый немцами мятеж против Каррансы: захватив власть, он должен был начать войну против США, отвлекая их от европейского театра военных действий. Кроме того, Германия намеревалась лишить Антанту поставок мексиканской нефти. 12 апреля Уэрта прибыл в Нью-Йорк, где в июне встретился с Паскуалем Ороско, чьи отряды уже начали мятеж в Чиуауа. 24 июня Уэрта и Ороско попытались пересечь границу между США и Мексикой, но были арестованы американской федеральной полицией. Обоих заговорщиков поместили в тюрьму, а после под домашний арест. 3 июля Ороско бежал из-под ареста, но 1 сентября был убит полицией штата Техас. Уэрту перевели в обычную камеру. Из-за ухудшения здоровья в январе 1916 года экс-президента выпустили для лечения цирроза печени, и вскоре он умер после операции.

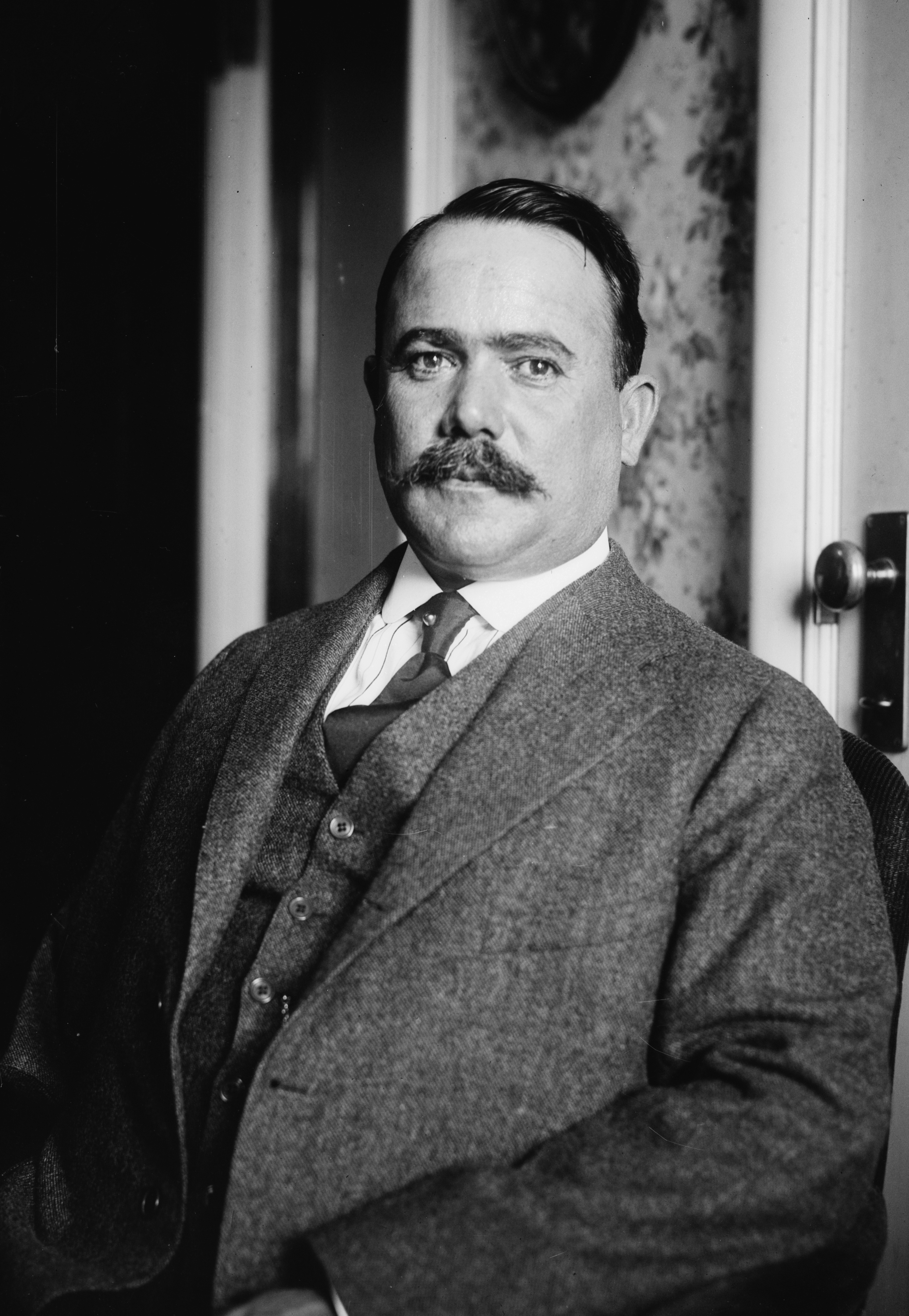
Альваро Обрегон. На фотографии заметно, что у президента отсутствует часть правой руки, потерянная при Селае

После издания Каррансой декрета, запрещавшего иностранным компаниям разведку новых месторождений и бурение скважин без разрешения мексиканского правительства, США предприняли вторую за период революции интервенцию. Вторжение было объявлено карательной экспедицией против остатков армии Вильи, находящихся около американо-мексиканской границы. В марте 1916 года 10-тысячный отряд американцев под командованием бригадного генерала Джона Першинга вступил на территорию Мексики, где произошли стычки с войсками Каррансы. Однако готовность мексиканцев к отражению агрессии, перспективы затяжного конфликта и тот факт, что США готовились к участию в Первой мировой войне, привели к выводу их войск, который закончился 5 февраля 1917 года.

### Принятие новой конституции
В декабре 1916 года в городе Керетаро было созвано учредительное собрание, которое 5 февраля 1917 года приняло новую конституцию страны (действует до сих пор). 27 статья этого документа объявляла все земли собственностью государства. Как и в конституции 1857 года, гражданским и церковным корпорациям запрещалось владение земельной собственностью. Церковь отделялась от государства, а её недвижимость становилась собственностью нации. Однако теперь разрешалось владеть землёй сельским общинам, индейским племенам и жителям отдельных ранчо. Эта же статья фактически восстановила общинное землевладение, поскольку отменяла все сделки с землями сельских общин начиная с 1856 года (год принятия закона Лердо), которые, таким образом, подлежали возврату. Земли общин объявлялись неотчуждаемыми. Конституцией предусматривалось проведение аграрной реформы с разделом латифундий и наделением крестьян землёй. Все природные богатства объявлялись собственностью государства. В конституции провозглашалось равенство всех граждан, гарантировались 8-часовой рабочий день, право на создание профсоюзов и на забастовку.
11 марта 1917 года прошли президентские выборы, на которых победил Венустиано Карранса. Тем не менее, Карранса не торопился осуществлять аграрные преобразования. Борьба правительственных войск с повстанцами продолжалась ещё несколько лет. В 1919 году Сапата был убит, а Вилья продолжал партизанскую войну до 1920 года, когда в результате восстаний генералов Альваро Обрегона и Пабло Гонсалеса Карранса был застрелен при эвакуации из Мехико в Веракрус.

## Итоги революции 1910—1917 гг
Те, кто в ту пору отсиживался в кабинетах, могли позволить себе роскошь сохранять душевное спокойствие и интеллектуальную прозорливость, возвышаясь над мелкими частными событиями, в которых клубком сцепились преступления, слёзы, кровь, скорбь и отчаяние, и спокойно созерцать чистый мрамор революции, триумфально возвышающийся над грязью, в которую её ввергли преступления. А для многих тысяч революционеров — образ революции был окрашен в красный цвет скорби и чёрный цвет ненависти…
Мексиканская революция имела важное значение как для самой Мексики, так и для развития революционных движений других стран Латинской Америки. А продолжение революции в широком смысле, которое должно было длиться до полного претворения в жизнь идеалов суверенитета, свободы, демократии и социальной справедливости, на долгие годы стало лозунгом правящей Институционно-революционной партии Мексики.
Революция 1917 года была призвана разрешить целый комплекс задач. Ослабив позиции иностранного капитала, она тем самым способствовала развитию национальной буржуазии. Сопротивление, оказанное Соединённым штатам, укрепило суверенитет Мексики, предотвратив дальнейшую иностранную агрессию. А земельная реформа, предусмотренная конституцией 1917 года, явилась выражением чаяний крестьян, составлявших большинство революционных масс.
Однако стремления революционеров не были реализованы полностью: как выразился мексиканский писатель Эрмилио Абреу Гомес, «революция открыла глубокие раны, не дав средства их исцеления». Проведение аграрной реформы всячески тормозилось и началось уже после того, как на посту президента Венустиано Каррансу сменил Альваро Обрегон. Однако при Обрегоне и его преемнике Плутарко Элиасе Кальесе темпы наделения крестьян землёй оставались невысокими. Даже к 1930 году в руках крупных латифундистов, располагавших поместьями более 10 тыс. га, оставалось 54 % из 131,5 млн га земельного фонда Мексики, то есть в натуральном выражении 71 млн га, в то время как составлявшие 90 % всех сельских хозяйств крестьянские угодья размером до 50 га занимали 4,2 млн га или 3,2 % от площади всех мексиканских земель. Зависимость страны от иностранных держав также не была полностью ликвидирована, а США даже усилили экспансию, пользуясь активным вовлечением своих британских конкурентов в Первую мировую войну. Кроме того, в президентство Обрегона американские монополии добились отмены действия положений 27 статьи конституции в отношении иностранных концессий, полученных до её принятия 5 февраля 1917 года. Только в 1937—1938 годах президент Ласаро Карденас осуществил национализацию мексиканских железных дорог и нефтяных компаний, принадлежащих американским и британским предпринимателям.
Волнения среди мексиканского населения также не закончились в 1917 году, породив ещё ряд восстаний. В том числе в 1926 году вспыхнуло восстание кристерос, вызванное жёстким осуществлением антиклерикальных положений конституции 1917 года. Как отголосок революции в 1994 году в штате Чьяпас прошло восстание Сапатистской армии национального освобождения — названной в честь Эмилиано Сапаты повстанческой организации, выступающей за права индейского крестьянства.

И сегодня революция в разных формах напоминает о себе:
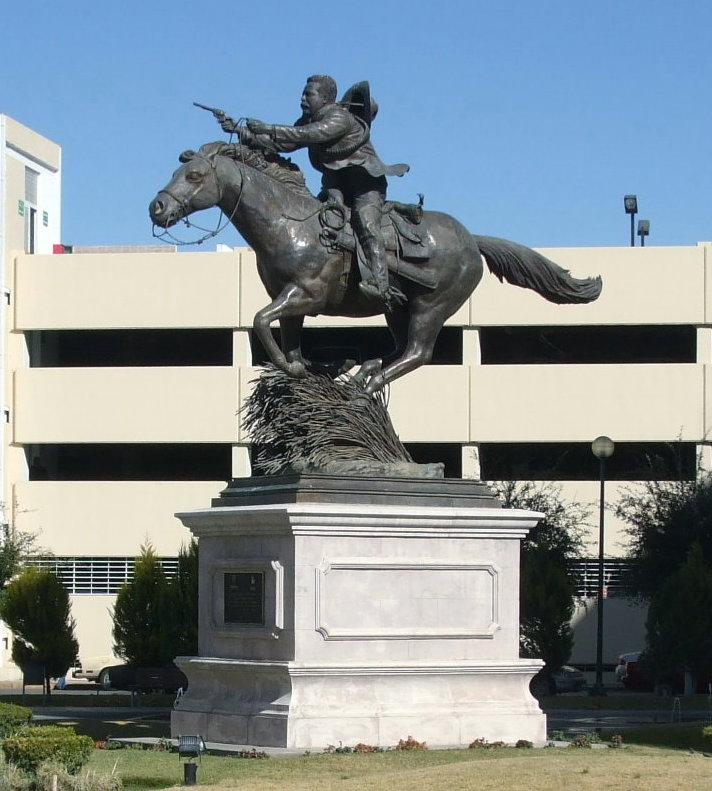
Статуя Панчо Вильи на Площади Революции в столице его родного штата Чиуауа
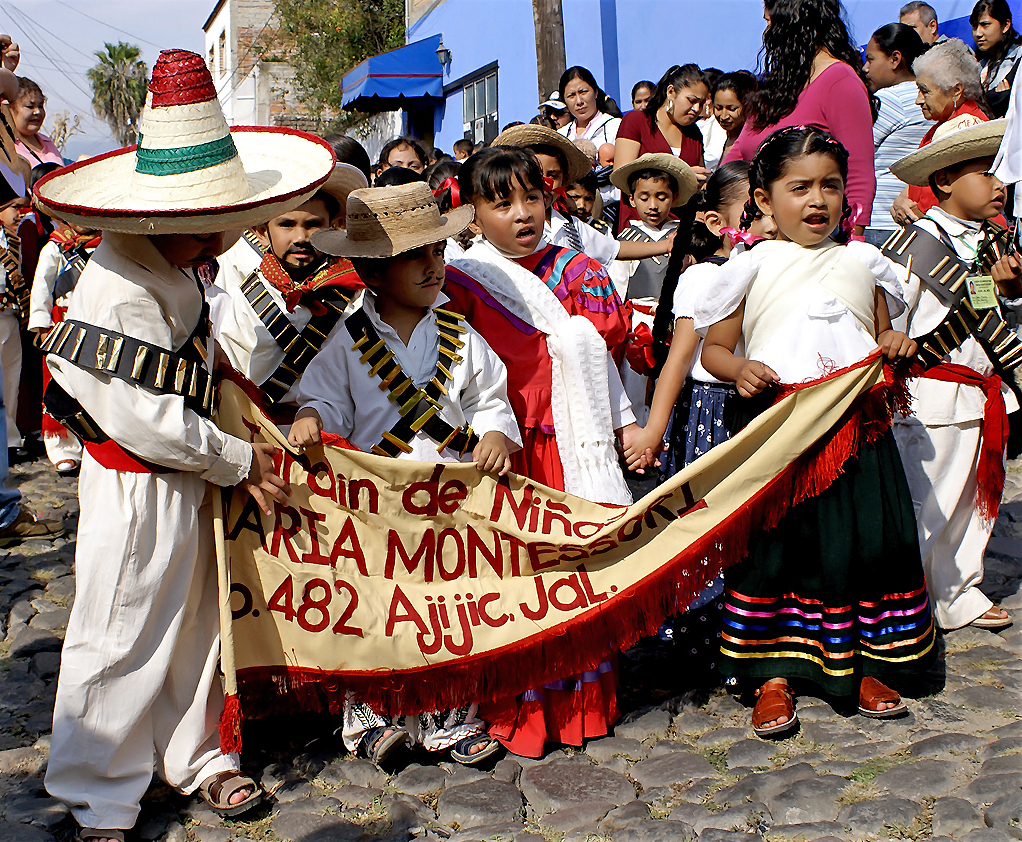
Дети, распевающие «Кукарачу» на праздновании Дня революции в Халиско
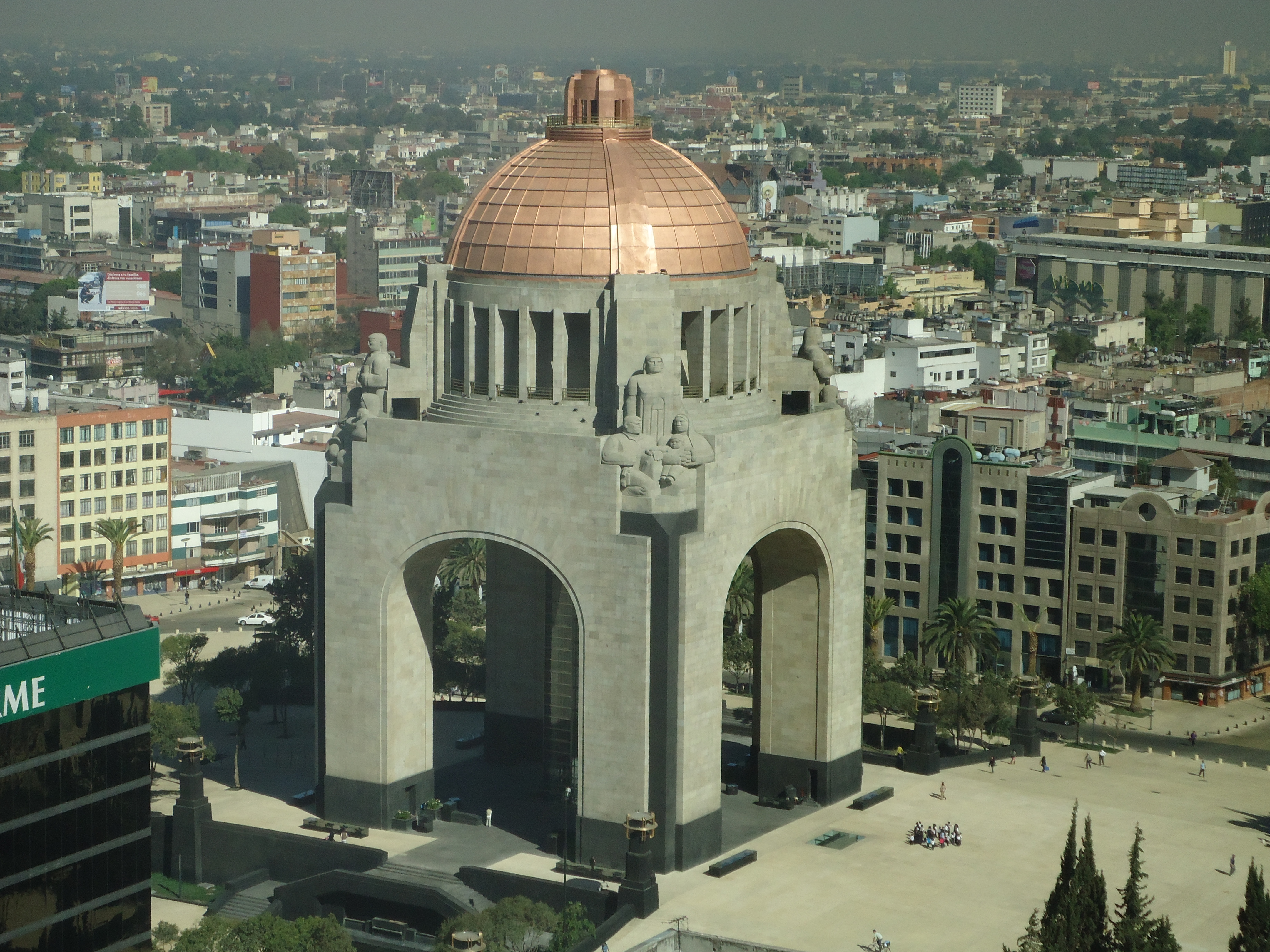
Памятник Революции в Мехико
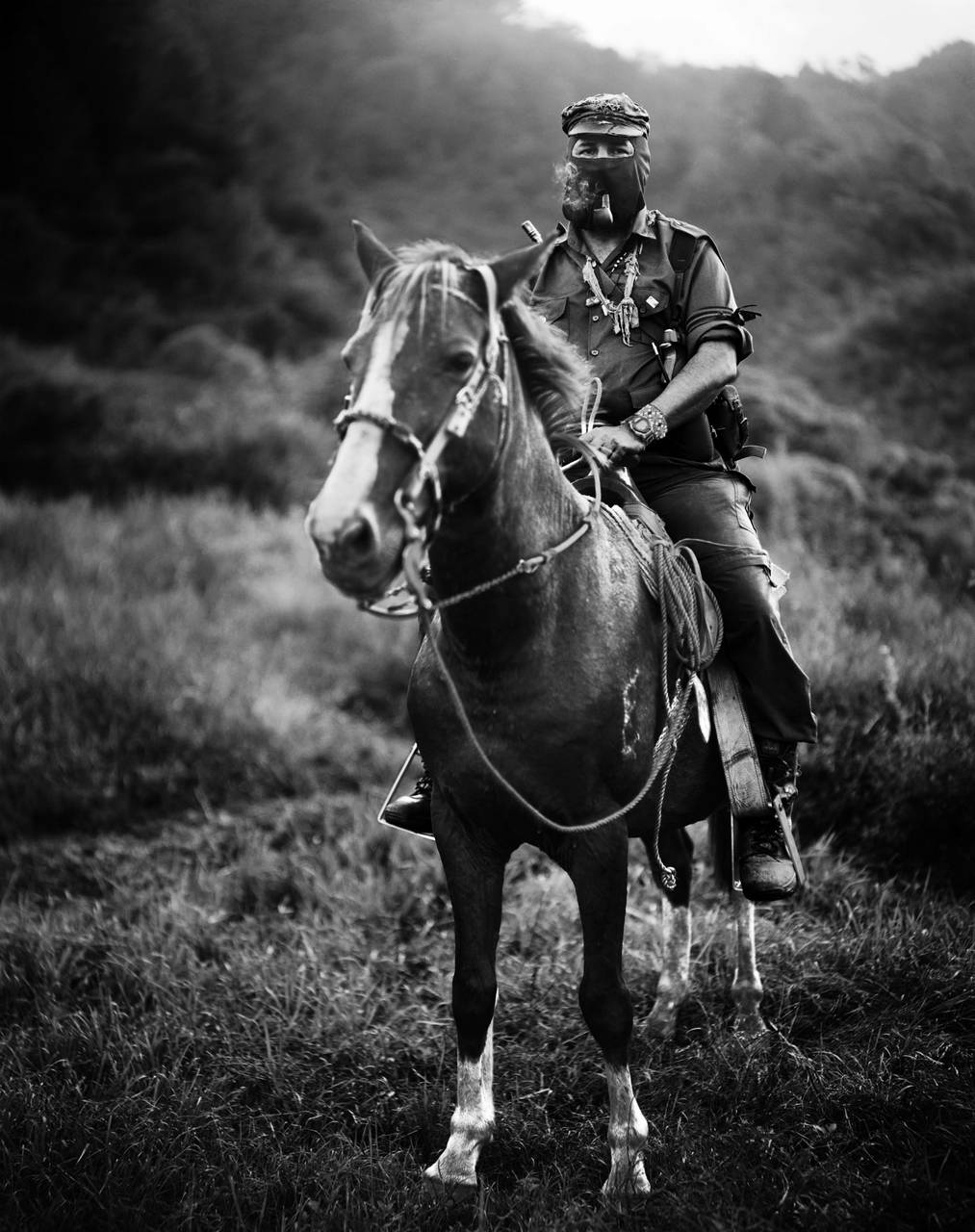
Субкоманданте Маркос — лидер современных сапатистов

## Аграрный вопрос в современной Мексике
Поскольку основная масса революционных крестьян воевала за возвращение утраченных в XIX — начале XX века земель в общинную собственность, конституция 1917 года узаконила две формы собственности на землю: общинную и частную. Политику активного поощрения общинного земледелия начал Ласаро Карденас. В период его президентства, с 1934 по 1940 год, крестьянам-общинникам было передано 18,4 млн га земли. Доля общинников среди сельскохозяйственного населения увеличилась с 15,5 % в 1930 году до 41,8 % в 1940 году. Доля общин, или «эхидо», в пахотных землях выросла с 13,3 % до 47,4 %. В 1971 году принят закон, запретивший любые формы отчуждения общинной земли, передачу её в аренду и другие сделки, допускавшие участие третьих лиц в использовании земли. Однако с течением времени стала проявляться бо́льшая конкурентоспособность частных хозяйств по сравнению с общинами-эхидо, чья деятельность к тому же регулировалась финансовыми, техническими и кадровыми актами.
Особенно заметна неэффективность общинного сельского хозяйства стала после введения свободной торговли с другими странами в период неолиберальных реформ, а использование эхидо в качестве средства предотвращения обезземеливания крестьян потеряло смысл. Кроме того, начался процесс расслоения общинников. Многие эксперты также указывали, что эхидальное сельское хозяйство послужило причиной аграрного кризиса, начавшегося в 1980-е гг. Также в усугубление ситуации внёс вклад бурный рост населения в 1950—1960-е гг., в том числе и в сельских районах. К 1990-м гг. состояние сельского хозяйства характеризовалось высоким уровнем безработицы, падением цен на продукцию и низкими темпами прироста урожайности.
Неолиберальные реформы были призваны увеличить долю частного сектора в сельском хозяйстве и в перспективе полностью вытеснить общинное землевладение, а также освободить сельское хозяйство от государственной опеки. 7 ноября 1991 года президент Карлос Салинас инициировал обсуждение по изменению 27 статьи конституции, которое окончилось принятием в 1992 году нового аграрного закона. В нём определялся статус эхидальных хозяйств, которые теперь объявлялись юридическими лицами, а их члены — полными собственниками своих земельных наделов. При этом члены таких хозяйств имели право на ликвидацию общины. Также государство отказалось от раздела между крестьянами экспроприированной земли, ввиду исчерпания фонда земель, подлежащих экспроприации, и создания свободного земельного рынка. Таким образом, если в период с 1915 по 1988 год было распределено 80 млн га земли, то в период с 1989 по 1994 год только 520 га. Подобная политика вызвала возмущение сельского населения и привела в 1994 году к созданию Сапатистской армии национального освобождения.
Основными негативными результатами приватизации общинных земель стали обезземеливание части крестьян и переход их в маргинальные слои общества. Поэтому ряд исследователей отмечает, что, возможно, политику, направленную на вытеснение общинного землевладения, целесообразно было бы заменить на модернизацию эхидо таким образом, чтобы члены общины занимались не только возделыванием земли, но и промыслами.

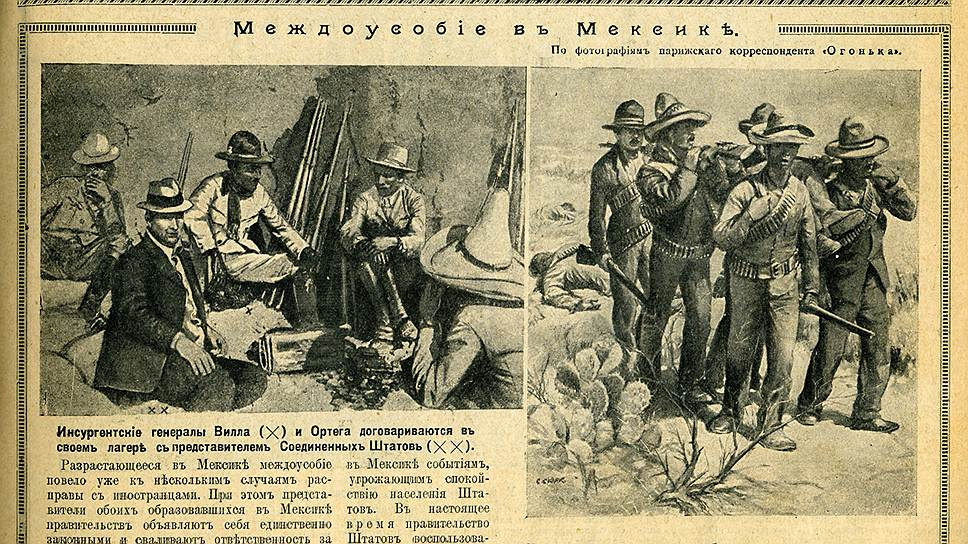
Заметка «Междоусобие в Мексике» о периоде 1913—1914 гг., журнал «Огонёк», 1914. Подпись под фотографией: «Инсургентские генералы Вилла и Ортега договариваются в своём лагере с представителем Соединённых Штатов»

## Историография революции
Одной из наиболее фундаментальных работ по историографии Мексиканской революции является книга профессора Фрэнка Танненбаума (англ. Frank Tannenbaum) Peace by Revolution: an interpretation of Mexico (New York, 1933). Танненбаум рассматривал революцию в Мексике как результат стихийных восстаний крестьянских масс. Он отмечал второстепенную роль городских интеллектуалов в формировании революционных идей: «В Мексике не было Руссо, Вольтера, Монтескьё, Дидро… В Мексике не было Ленина». В своём взгляде на Мексиканскую революцию как на стихийное явление Танненбаум сближается с писателем Мариано Асуэлой, однако, в отличие от последнего, оценивает события в Мексике положительно.
В 1939 году писатель Альфонсо Рейес повторил тезисы Танненбаума в своём очерке по современной культуре Мексики. С этого момента идеи Танненбаума относительно революции 1910—1917 гг. стали доминирующими в среде мексиканских интеллектуалов. К другим классическим трудам, оценивающим революцию как важное завоевание народных масс, относятся работа М. С. Альперовича, Б. Т. Руденко и Н. М. Лаврова La Revolución mexicana: Cuatro estudios soviéticos (Mexico, 1960), книги А. Бреннера The wind that swept Mexico: the history of the Mexican Revolution (3 vols., Mexico, 1960-6), Х. Сильвы Эрсога Breve historia de la revolución mexicana (2 vols., Mexico, 1960), Э. Вольфа Peasant wars of the twentieth century (New York, 1969).
Согласно иной точке зрения революция оценивалась как результат действий бандитов и руководящих ими касиков. К ранним работам, в которых выражено негативное отношение к революции, относятся книги Ф. Бульнеса El verdadero Diaz y la revolucion (Mexico, 1920); Э. Грюнинга Mexico and its heritage (New York, 1928), У. Томпсона The people of Mexico: who they are and how they live (New York, 1921), Э. Д. Троубриджа Mexico to-day and to-morrow (New York , 1919), Х. Веры Эстаньола Historia de la revolucion mexicana: origenesy resultados (Mexico, 1957).
Интерес к революции возрос в 1960-е гг. Отчасти это было связано с ростом интереса к Латинской Америке и её революционным движениям вообще. Например, в 1946—1955 гг. журнал Hispanic American Historical Review опубликовал только две статьи, посвящённые Порфириату и революции, а в 1956—1975 таких статей было опубликовано 23.
В современной историографии, преимущественно американской и английской, согласно Алану Найту существует деление на так называемых неотрадиционалистов и ревизионистов. Взгляды последних сформировались в том числе под воздействием событий, подталкивавших историков к десакрализации революции, таких как расстрел студенческой демонстрации в Тлателолько. Ревизионистские идеи, представленные, например, в работах Жана Мейера (англ. Jean Meyer), получили определённый вес в научных кругах в 1970-х гг. Приверженцы этого направления представляли революцию более как политическое, нежели социальное восстание, в котором элита играла основную роль. Однако Найт замечает, что не следует искать корни ревизионизма во взглядах контрреволюционеров, поскольку позиция ревизионистов не имеет ничего общего с реабилитацией Порфирио Диаса или Викториано Уэрты.
Сам Найт считает, что отрицать интеллектуальную роль крестьянства в революции невозможно. По его мнению, крестьянское сознание гораздо более сложное, чем предполагалось ранее, в результате чего и создаётся впечатление, что крестьянские лидеры были лишь марионетками в руках своих советников. Однако, как утверждает Найт, многочисленные факты это опровергают.
В СССР было издано только две книги, специально посвящённых революции — это фундаментальные работы Н. М. Лаврова «Мексиканская революция 1910—1917 гг.» (Москва, 1972) и М. С. Альперовича и Б. Т. Руденко «Мексиканская революция 1910—1917 гг. и политика США» (Москва, 1958). В 2011 году вышло издание в трёх томах «История Мексиканской революции» авторства Н. Н. Платошкина.

## Отражение революции в мексиканской и мировой культуре
Мексиканская революция оказала влияние не только на экономическую и политическую системы страны, но и на мексиканское искусство, дав импульс развитию новых художественных форм.

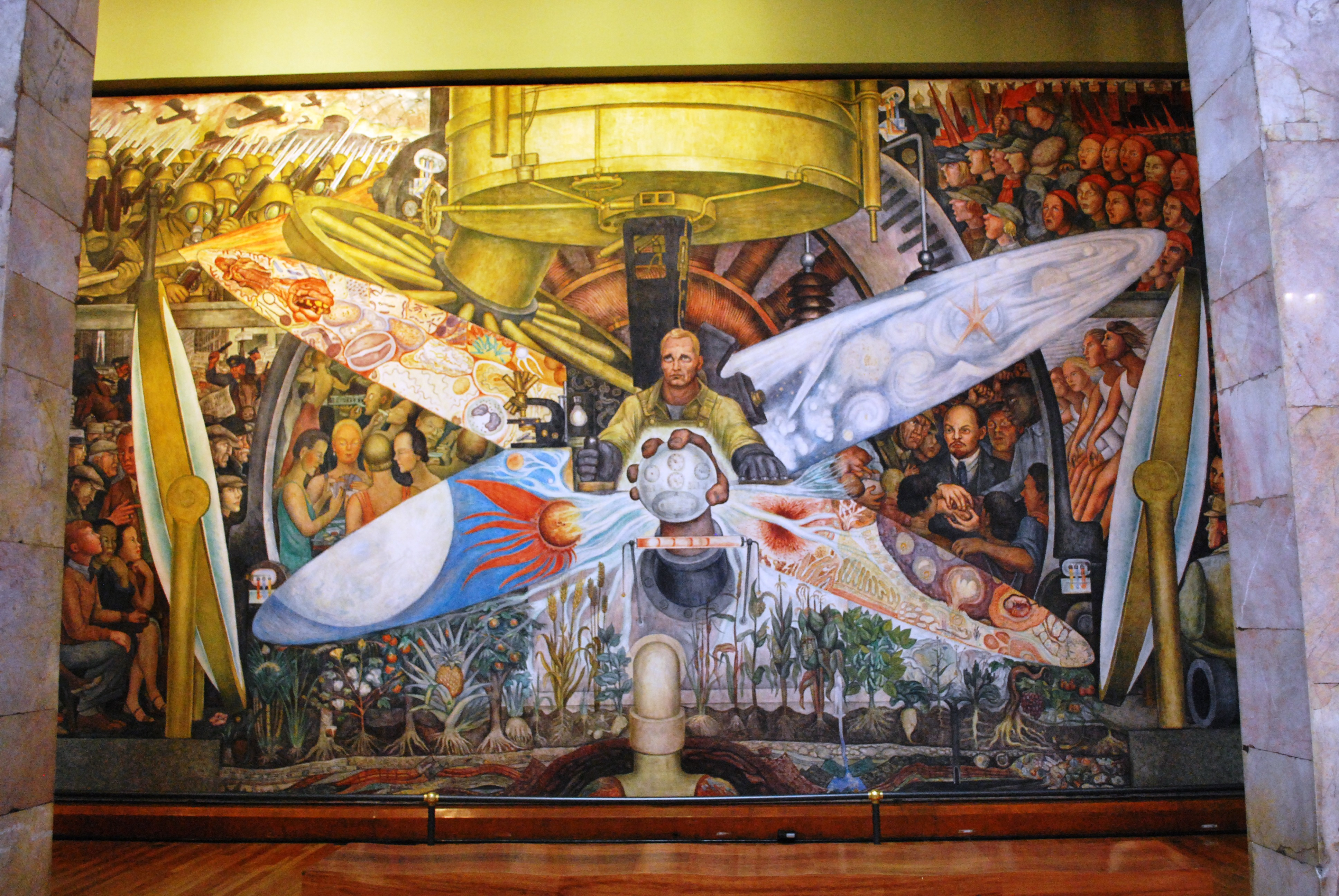
Фрагмент фрески Диего Риверы «Человек, управляющий вселенной», 1934

В 20-х гг. началось интенсивное развитие изобразительного искусства и литературы, вошедшее в историю под названием «мексиканского ренессанса». В этот период все виды художественного творчества развивались в тесном взаимодействии, оказывая влияние друг на друга. В противовес европомании времён Порфириата определяющим стало стремление к национальному самовыражению.
Прежде всего новая реальность нашла выражение в живописи, образовав движение, называемое «мексиканским монументализмом». Столичные здания, включая здание парламента, были выделены для росписи монументалистами Диего Риверой, Хосе Клементе Ороско, Давидом Альфаро Сикейросом и др. Художникам предлагалось запечатлеть на их стенах завоевания революции, однако Давид Сикейрос позднее вспоминал, что уже само создание образа мексиканца, исчезнувшего было из национального изобразительного искусства, являлось «небывалым новшеством»: «Мы вышли из горнила войны другими людьми, художниками нового типа, — писал он. — Мексиканская революция, момент глубокого исторического кризиса, заставила нас задуматься о родине, о нашем прошлом, о наших проблемах, она заставила нас поездить по стране и задуматься о нашей сущности, войти в контакт с нашими традициями и нравами. Революция заставила нас увидеть и оценить национальный дух, который стал для нас откровением».
Идеи монументализма берут начало в мексиканском фольклоре: его представители вдохновлялись творчеством народных художников, артистов, певцов, музыкантов. Одним из таких народных творцов был гравёр Хосе Гуадалупе Посада (1851—1913). Он создал более 15 тыс. гравюр, запечатлевших важные события современной ему жизни и ставших иллюстрациями многих мексиканских газет и листовок с традиционными песнями-корридо. Уже в его работах были продемонстрированы принципы революционного искусства: актуальность тематики, социальная острота, простота художественного языка. Также, не будучи монументалистом, важную роль в становлении этого движения сыграл покровительствовавший молодым художникам пейзажист Херардо Мурильо (1874—1964), известный под псевдонимом «Доктор Атль». Ещё в 1906 году, являясь преподавателем художественной академии Сан-Карлос, Мурильо обнародовал манифест, в котором призывал отойти от подражания Европе и вернуться к пластическим традициям древней Мексики.

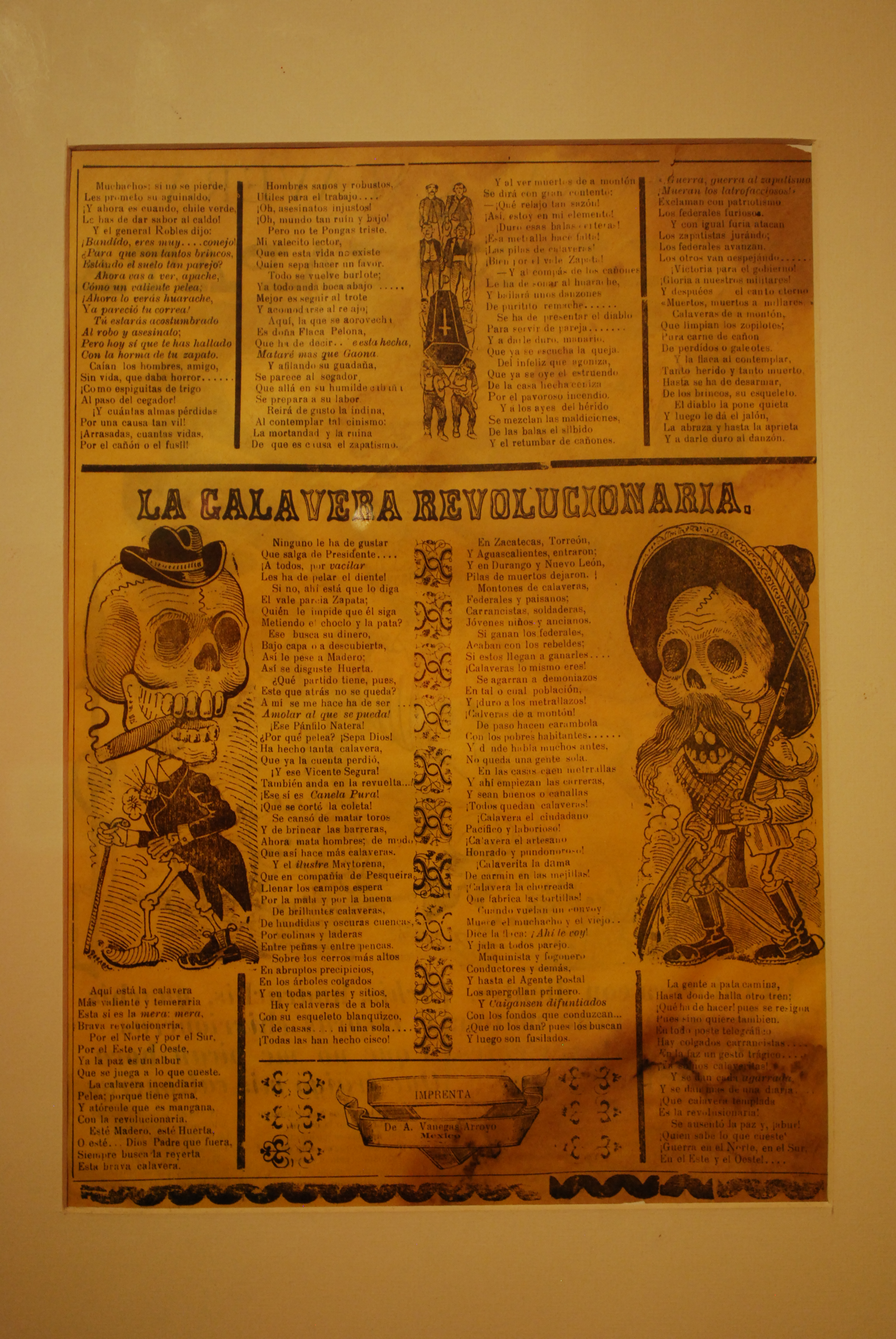
«Революционная Калавера», Хосе Гуадалупе Посада

События 1910—1917 гг. нашли отклик и в литературе Мексики, в первую очередь в произведениях писателей-реалистов Мартина Луиса Гусмана и Мариано Асуэлы. Однако героическое описание революции сменяется в 1930-е гг. критическим взглядом на неё, всё чаще поднимается вопрос о безрезультатности революции, который впервые прозвучал в романе Асуэлы 1916 года «Те, кто внизу». Этой же теме посвящены все его последующие романы, такие как «Новая Буржуазия» (1937), «Товарищ Пантоха» (1941), «Проклятье» (1955). Главный герой романа «Те, кто внизу» — вожак крестьянского повстанческого отряда Деметрио Масиас, который постепенно теряет идеалы, побудившие его присоединиться к революции. Будучи не в силах остановить окружающую его бессмысленную жестокость, Деметрио отвечает на вопрос своей жены о том, почему продолжает войну, бросая в каньон камень и произнося ставшую известной фразу: «Посмотри на этот камень — он продолжает катиться» (исп. Mira esa piedra como ya no se para).
Крупнейшие поэты революционного периода Энрике Гонсалес Мартинес и Лопес Веларде не были связаны с народной борьбой и даже страшились её, однако они сумели воспринять и воплотить новые веяния, несомые революцией. Лопес Веларде, критикуя помпезный патриотизм порфиризма, говорил: «Мир и материальный прогресс последних тридцати лет внушали мексиканцам идею, что их страна — величественная, многомиллионная. Эпическая в своём прошлом и уважаемая в настоящем. Нужно было пережить годы страданий, чтобы постичь иной образ родины, без внешних атрибутов, — той родины, которая более скромна и, наверное, более прекрасна». Две книги Веларде «Набожная кровь» (1916) и «Тоска» (1919) внесли в национальную поэзию свежее ощущение жизни, отразив переход от чувства хаоса, которым представлялась поэту революция, к новому образу «нежной родины».
Не только мексиканские, но и американские писатели, такие как Джек Лондон и Линкольн Стеффенс, посетившие страну в тот период, обращались к теме революции 1910-х гг. Широкую известность получили репортажи Джона Рида, собранные впоследствии в книге «Восставшая Мексика».
В 1920-е гг. начинается процесс обновления мексиканского театра, также вызванный революцией. В результате этих изменений театральному искусству удалось навсегда освободиться от старых колониальных форм. Произошёл поворот к индейской эстетике, к поискам национального самосознания. В то же время театр становился более демократичным, превращаясь из элитарного в народный. В 1970-х гг. в Мексике появляется движение «независимых театров», объединяющее университетские театры, крестьянские театры и театры «чикано». Представители этого направления рассматривали театр как орудие борьбы народных масс. В своём творчестве они обращались к актуальным социально-политическим проблемам Мексики. Часто такие театральные группы выступали в сельской местности, а в представлениях использовали индейские языки. В критической литературе они получили название «революционного театра».
Важным культурным явлением в Мексике стало и празднование Дня революции, отмечаемого 20 ноября — в день восстания Мадеро. Торжества включают в себя не только официальную часть в виде военных парадов, но и красочные народные карнавалы. Во многих больших городах, включая колыбель революции Сан-Луис-Потоси, в этот день проходят шествия студентов и спортсменов.

### Кинематограф
В 1934 году в США по сценарию Бена Хекта вышел фильм «Вива, Вилья!», а в 1952 году по сценарию Джона Стейнбека выходит фильм «Вива Сапата!» В целом, Голливуд часто использовал отдельные сюжеты Мексиканской революции в многочисленных фильмах на ковбойскую тематику, наиболее известными из которых можно назвать «Золото Панчо Вильи» (1955) Джорджа Шермана, «Дикую банду» (1969) Сэма Пекинпа и «Сто винтовок» (1969) Тома Грайза.
Мексиканская революция не осталась без внимания со стороны кинематографа других стран Латинской Америки. В 1989 году аргентинским режиссёром Луисом Пуэнсо в США снимается историко-приключенческая драма «Старый Гринго» (Old Gringo), экранизация одноимённого романа Карлоса Фуэнтеса, посвящённого трагической судьбе американского писателя и журналиста Амброза Бирса, пропавшего без вести в Мексике в годы гражданской войны, с Грегори Пеком и Джейн Фонда в главных ролях.
Мексиканская революция послужила одной из сюжетных основ снимавшейся в Мексике картины советского режиссёра Сергея Эйзенштейна. Участие в работе над ней стало своеобразной киноакадемией для многих будущих знаменитостей мексиканского кинематографа. Идею ленты об истории Мексики и средства для съёмок предложили Диего Ривера, Давид Сикейрос и Эптон Синклер, который и взял на себя основную часть финансирования. Фильм, к работе над которым Эйзенштейн приступил в начале 1930-х гг., назывался «Да здравствует Мексика!» В авторском варианте картина состояла из двух игровых новелл «Сандунга» и «Магей» и трёх обрамляющих эпизодов: Пролога, сцен испанской католической Мексики и Эпилога. Задуманная последняя новелла «Солдадера» не была окончена, но по замыслу режиссёра должна была рассказывать историю девушки Панчи, которая в начале повествования представлена зрителю как жена солдата федеральной армии Каррансы. Вместе с другими солдатскими жёнами — солдадерас, которые готовят для войск еду и ухаживают за ранеными, — она сопровождает мужа в походах. Но после того, как он погибает на поле боя, Панча становится женой врага — солдата, воюющего на стороне Сапаты. Получается, что Панча не только меняет мужа, но и примыкает к другой армии, с которой после её объединения с войсками Вильи вступает в Мехико. Таким образом, Панча становится олицетворением самой Мексики, раздираемой братоубийственной войной между различными революционными силам. Однако из-за споров о правах на фильм широкий зритель увидел эту картину только в 1979 году, когда из выкупленного Госфильмофондом СССР материала сорежиссёр Эйзенштейна Григорий Александров смонтировал приближённый к первоначальному замыслу вариант.
Революции были посвящены первые фильмы мексиканского режиссёра Фернандо де Фуэнтэса, создавшего впоследствии целую кинематографическую школу. В этих фильмах, которые назывались «Кум Мендоса» (1934) и «Пойдём с Панчо Вильей» (1936), Фуэнтес старался честно и правдиво отобразить события революционной эпохи, отметить роль народной борьбы. Однако большинство мексиканских фильмов, посвящённых революции, представляли лишь коммерчески ориентированный кинематографический продукт с набором шаблонных кадров. Тем не менее, в 1969 году в Мексике появилась группа независимых кинематографистов. Один из представителей этого направления Фелипе Касальс создал в 1970 году фильм «Эмилиано Сапата», а в 1971 году другой независимый режиссёр — Поль Ледук — снял отвергающую традиционные киноштампы экранизацию «Восставшей Мексики». Мексиканский кинокритик Хосе де ла Колина описывал ситуацию в национальном кинематографе следующим образом: «Революция как слово, идея, факт не перестаёт кипеть в венах Мексики, но Мексика никогда не создавала (я отвечаю за свои слова) революционного кино. Кино о революции — да; кино, считающееся революционным, — да; кино под предлогом революции — ещё раз да; но революционного кино — никогда».

## Комментарии
1. ↑  Большинство историков считают 1920 год концом революции. Инаугурация Альваро Обрегона 1 декабря 1920 года стала началом первого стабильного президентства с 1910 года. Некоторые авторы отмечают, что революция закончилась после принятия Конституции 1917 года (например, Сильва Херцог[исп.]), другие — до 1928 года (убийство Обрегона), а третьи — даже до 1940 года (например, Тарасена[исп.], Найт[исп.] и Платошкин)
2. ↑  Данные за 1910—1920 годы.
3. ↑  В 1892 году этот запрет был отменён[12].
4. ↑  Вероятно, жертв среди рабочих было больше[29].
5. ↑  В 1916 году «Дом рабочих мира» снова был закрыт, но уже по приказанию Каррансы[134].
6. ↑  Карранса был застрелен пятью пулями. Причастность к этому убийству Обрегона не доказана. Существует также версия самоубийства[158].